# TER Nord-Pas-de-Calais
Le TER Nord-Pas-de-Calais était le réseau de transport express régional de la région Nord-Pas-de-Calais. Avec 1 430 kilomètres de lignes, soit 115 m de lignes par km², il s'agissait du réseau le plus dense après celui d'Île-de-France.
La région Nord-Pas-de-Calais a été la première en France à conventionner l'ensemble des dessertes sur son territoire, dès 1978, sous la désignation Transport collectif régional (TCR). En même temps, elle a réussi à faire financer par l'État le renouvellement complet du matériel, également une première en France. Le TCR est devenu le TER Nord-Pas-de-Calais en 1986, au moment de l'introduction du concept dans toute la France. Dix ans plus tard, la région s'est portée candidate pour devenir autorité organisatrice de transports, ce qu'elle est devenue en 1998 avec cinq autres régions pilotes. Grâce au succès de cette expérimentation, la régionalisation a été étendue à toutes les régions début 2002, sur la base de la loi SRU. Les trains régionaux sont fréquentés par 112 000 voyageurs quotidiens.
À la suite de la réforme territoriale et la création de la région Hauts-de-France, depuis le 28 août 2017, le TER Nord-Pas-de-Calais est remplacé par le TER Hauts-de-France.

## Histoire

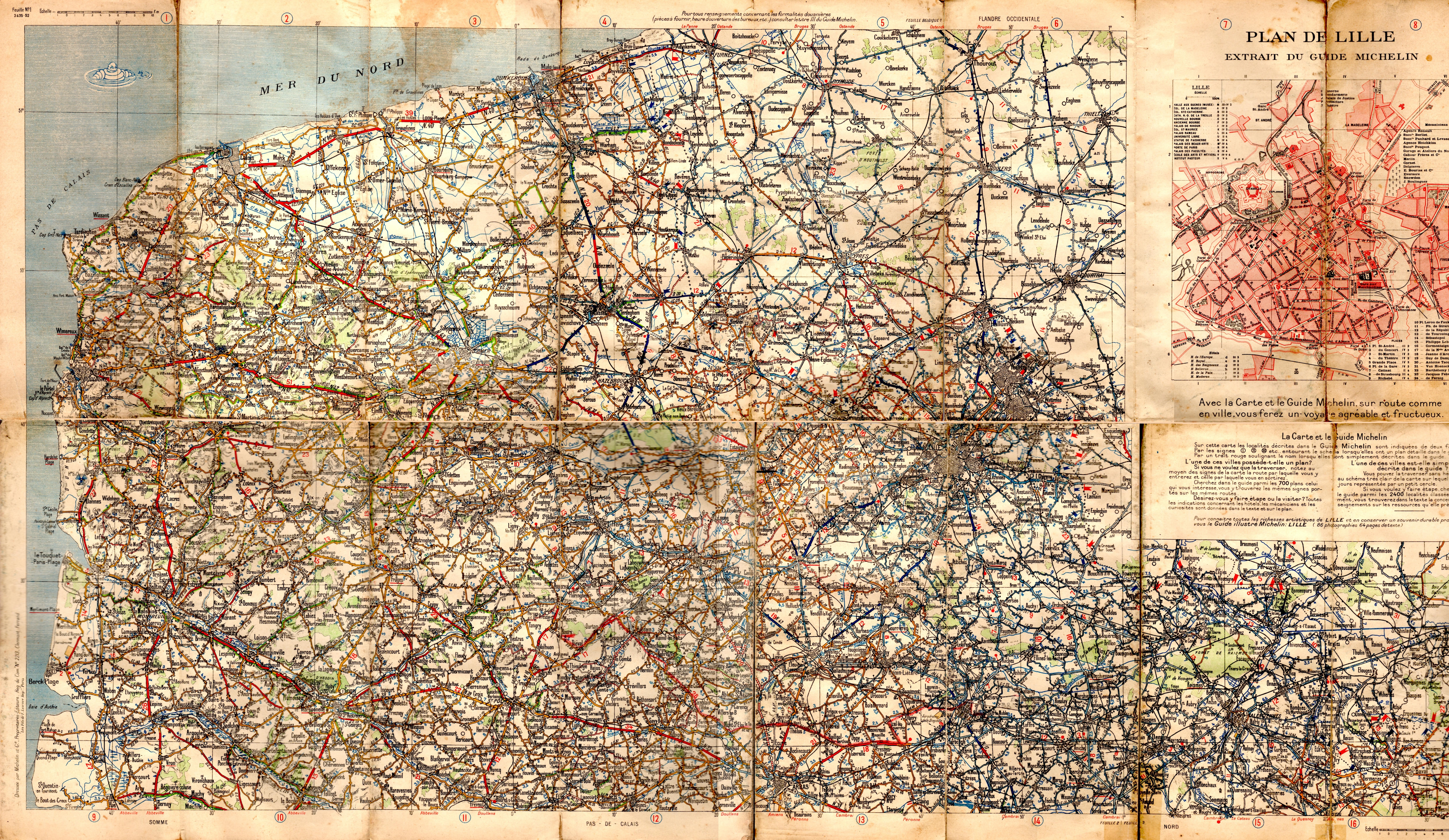
Le réseau au début des années 1920.

### Conventionnement du transport régional
À partir de 1970, la région se voit attribuer une bonne centaine de voitures grandes lignes déclassées, modernisées au non, qui s'ajoutent aux quatre-vingt-onze voitures de banlieue Nord & Nord-PLM réversibles arrivées à partir de 1959 depuis la banlieue parisienne, rejointes en 1971 par soixante-six voitures du même type non réversibles. Les voitures express d'avant-guerre sont certes plus confortables que les voitures Romilly remétallisées à partir de 1957, dont 40 exemplaires restent affectées à la gérance de Lille, et les voitures modernisées Sud-Est à essieux « trois pattes » qu'elles remplacent. Par contre la disposition des portes et la masse importante ne les rendent guère aptes à des services omnibus avec des arrêts fréquents. Parmi les nouveaux arrivés, l'on compte un lot important de voitures Express « Nord ». Les versions première et seconde classe (A8, A5D, A2B4D, A3B5, A3B3D) sont à couloir latéral, et la version troisième classe surclassée en seconde classe (B11tz) est à portières latérales. Les autres voitures express sont des voitures à bogies métallisées Sud-Est B4Dt et B5Dt. S'y ajoutent finalement quatorze voitures de banlieue Est, pour arriver à un total de 325 voitures d'avant-guerre formant le parc destiné au trafic régional (trains omnibus et semi-directs et directs. Seul point positif, un parc automoteur moderne pour l'époque avec cinquante-et-un EAD X 4500.
Sous l'impression de l'aspect désuet des trains omnibus, le conventionnement de dessertes ferroviaires régionales est déjà expérimenté sur plusieurs lignes, longtemps avant l'introduction du concept du TER en 1986. L'idée est de revitaliser des dessertes omnibus grâce à des horaires cadencés, moyennant des contrats passés entre des acteurs locaux et la SNCF. La première desserte cadencée, Métrolor entre Thionville et Nancy en Lorraine, part de l'Oréam et démarre début 1970. À partir de 1972, la convention est reprise par les deux départements concernés. Ensuite, Métroloire dans la région Centre est porté par trois départements, trois villes et trois Chambres de commerce et d'industrie. Le Nord-Pas-de-Calais est la troisième région à être concernée par une telle initiative, partie du préfet de région en 1973, et mise en œuvre le 1er septembre 1975 grâce à l'appui financier de la DATAR. Baptisée Métrodunes, il s'agit d'une desserte cadencée de sept aller-retours semi-directs entre Calais et Dunkerque, s'ajoutant à l'unique aller-retour omnibus préexistant. L'opération rencontre un semi-échec, avec 400 voyageurs par jour au début et 500 voyageurs après un an de service : les trains sont peu fréquentés en dehors des heures de pointe, et les ouvriers de l'importante usine Usinor de Mardyck ne peuvent être gagnés comme clients, en raison du système de cars de ramassage préexistant. Aussi, le report depuis la voiture individuelle reste-t-elle limitée. Dès début 1977, le premier et le dernier aller-retour sont supprimés par souci d'économie, et deux autres aller-retours sont supprimés un an plus tard, de sorte que seulement quatre aller-retours sont maintenus.

### SRT Nord-Pas-de-Calais et chemin vers le «TCR»
La SNCF n'ayant pu atteindre l'équilibre financier à la fin de l'exercice 1973, le ministère des Finances fixe l'objectif de reporter les services omnibus sur 10 000 km de voies ferrées sur la route, chiffre bientôt porté à 12 500 km. Quand Jacques Chirac devient Premier ministre le 27 mai 1974, il décrète rapidement l'arrêt des transferts sur route autoritaires et propose d'attendre tout d'abord l'élaboration des premiers schémas régionaux de transport (SRT). Six régions sont choisies comme régions pilotes, dont le Nord-Pas-de-Calais ne fait pas partie, mais le principe est progressivement étendue sur toutes les régions jusqu'en 1977. Le Nord-Pas-de-Calais entame l'élaboration de son SRT en 1975. Les régions vont se voir confier l'organisation des services omnibus, avec l'idée sous-jacente qu'elles vont fermer des lignes rurales pour utiliser les économies réalisées pour l'amélioration des dessertes déclarées d'intérêt régional par le SRT. Le but global est l'amélioration des transports collectifs sans coûts supplémentaires pour la collectivité.
Le SRT Nord-Pas-de-Calais respecte les directives énoncées, mais interprète le cadre règlementaire et administratif d'une façon originale, si bien qu'il suscitera la stupéfaction et l'incrédulité des autorités centrales. Il ne propose aucun transfert sur route, ce qui est pourtant l'espoir que l'État lie au dispositif des SRT. À la base du SRT Nord-Pas-de-Calais, une étude détaillé des flux de transport et des besoins de déplacements au sein de la région est exécutée. Les déplacements interurbains y sont particulièrement développés, portant sur 250 000 par jour et par sens en 1974-75. Malgré une part de marché croissante de l'automobile, le train compte encore 35 000 usagers à l'échelle régionale par jour. 60 % des voyageurs empruntent le train pour les déplacements domicile-travail, et 30 % effectuent des déplacements domicile - lieu d'études. Ils se plaignent de la vétusté du matériel et de l'inadaptation des horaires. Tenant compte des fortes potentialités de développement, la région se fixe donc l'objectif de renforcer l'offre de trains de 20 % et de renouveler le matériel. Il ne peut être question, pour elle, de compenser les trains supplémentaires sur certaines lignes par la réduction de l'offre sur d'autres lignes. Ce n'est pas ce qui était attendu par les initiateurs des SRT. Aussi la région envisage-t-elle de remplacer l'ensemble des 325 voitures voyageurs par 195 caisses de RIO : pour des besoins de freinage, les trains formés de matériel ancien doivent comporter cinq voitures, alors que trois s'avèrent suffisants. Par ailleurs, le nombre de X 4500 requis passerait de 51 à 48, et seulement trois locomotives électriques supplémentaires seraient engagées.

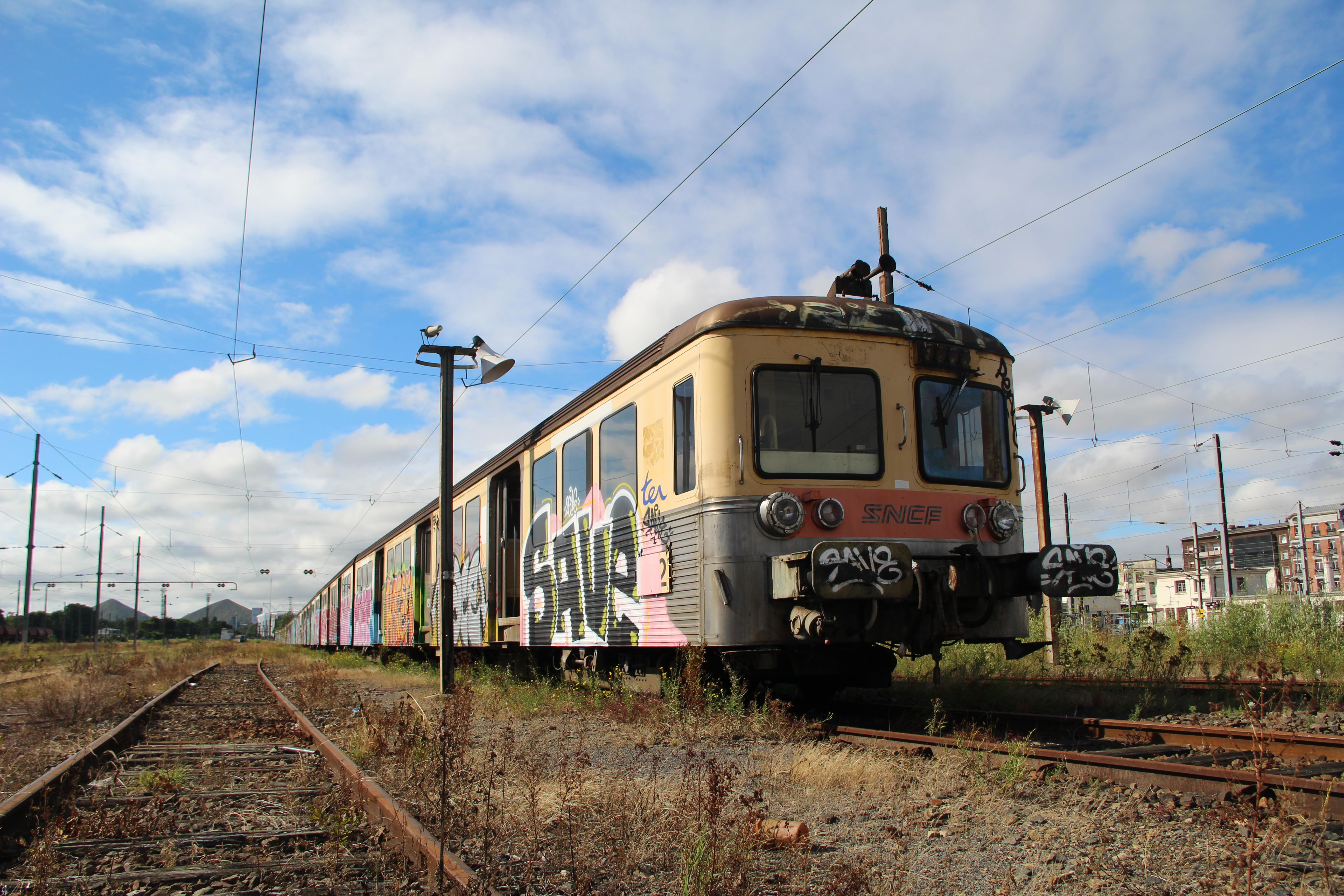
Un coupon abandonné de trois rames inox omnibus (RIO) au triage de Lens.

Particulièrement ambitionné, et envisageant des améliorations sur la grande majorité du réseau, le SRT Nord-Pas-de-Calais promet toutefois des économies annuelles de 10 000 000 francs, suivant le règlement comptable et financier « FC 12 J » de la SNCF. Les trains supplémentaires induisent bien des coûts de production supplémentaires de 17 000 000 francs par an, mais permettent aussi des recettes supplémentaires de 7 000 000 francs, et l'entretien et l'amortissement du nouveau matériel roulant coûtent 20 000 000 francs ou 39 % moins cher par an. Alors que les RIO sont plus simples à entretenir, les économies sur le plan de l'amortissement viennent du fait que dans « FC 12 J », l'amortissement d'une caisse de RIO ou RIB 0,61 francs/km, et d'une voiture à bogies ancienne de 1,01 francs/km. Ce rapport paradoxal obéit à la logique que le plus le matériel est âgé, le plus le moment de l'investissement dans du nouveau matériel approche. La région demande donc à l'État de lui financer 65 rames RIO de trois caisses, et de lui reverser de surcroît les économies d'exploitation générées par la réorganisation des dessertes.
Le ministre des Finances estime que les économies ne sont pas dégagées par l'exploitation, mais par une meilleure productivité du matériel, ou autrement dit, d'un investissement. Or, il n'est pas prévu de reverser ce type d'économies aux régions, et avec le rythme de renouvellement du matériel pratiqué par la SNCF, la constitution du parc de 65 rames RIO prendrait quinze ans. Le 25 novembre 1977, le président du Conseil régional, Pierre Mauroy, accompagné d'une délégation d'élus régionaux, rencontre le Premier ministre, Raymond Barre, pour chercher un compromis. Il prévoit que la région acquiert les RIO et les finance par un emprunt sur quinze ans, et que la SNCF verse un loyer à la région en échange. Au terme du remboursement de l'emprunt, les RIO deviendront la propriété de la SNCF. L'État ne voulant pas d'emblée reverser des économies à la région, il prend lui-même en charge l'augmentation du nombre de trains dans le cadre de sa convention avec la SNCF. La région n'aura rien à payer si le trafic croît d'au moins douze pour cent pendant la durée de la convention tripartite État / Région / SNCF, et ne touchera une prime qu'au-delà. Cette dernière est signée le 15 mars 1978 et court du 1er octobre 1978 au 31 décembre 1984 : c'est la naissance du Transport collectif régional (TCR) Nord-Pas-de-Calais. L'État ayant été pris au dépourvu avec la stratégie de la région, qui ne correspond en rien de ce qu'il attendait d'elle, n'encourage plus les SRT dès la fin 1978 et donne la priorité aux schémas départementaux. La SNCF, quant à elle, indique aux directions régionales que le montage du Nord-Pas-de-Calais doit être considéré comme un cas exceptionnel et non comme modèle pour les autres régions.

### «Transport collectif régional» Nord-Pas-de-Calais (1978-1986)
Le Transport collectif régional (TCR) Nord-Pas-de-Calais est mis en œuvre successivement entre octobre 1978 et 1981, faisant passer l'offre de 5 550 000 train-km à 6 600 000 train-km, soit une augmentation de 19 %. L'amélioration concerne onze axes (hors Métrodunes) et s'inscrit dans un contexte d'une baisse de fréquentation des trains régionaux, de 6 % entre 1976 et 1978. Sur trois axes, l'offre augmente de 3 %, et sur les autres axes entre 10 % et 50 %. Comme résultat, la demande atteint de nouveau son niveau de 1976 en 1980, puis en 1982 dépasse de 15 % le niveau de base de 1978. Le deuxième choc pétrolier n'y est certainement pas pour rien. - Malgré la perception positive de cette évolution, l'on constate que la croissance de la demande reste en dessous de la croissance de l'offre (79 %), et que l'occupation moyenne des trains passe de 93 à 88 passagers sur la moyenne régionale. En fait, les résultats sont disparates entre les différentes lignes.
Sur les lignes où l'offre a augmenté de 3 %, Lens - Douai - Valenciennes, Arras - Étaples et Busigny - Cambrai, la fréquentation augmente de 11,5 % dans le premier cas (le seul où la fréquentation augmente plus que la demande) et baisse de 2 % dans les deux derniers cas. Sur la ligne où l'offre a augmenté de 50 %, Lille - Lens - Arras, la fréquentation n'augmente que de 16 %. Sur la ligne présentant la plus forte hausse de la fréquentation, Lille - Béthune - Saint-Pol, l'augmentation de l'offre a été de 36 %. La plupart des nouveaux clients sont des abonnés, mais est déjà considéré comme prouesse le fait que le nombre de porteurs de billets, qui avait diminué de 14 % entre 1976 et 1980, se stabilise puis commence à augmenter légèrement. En résultat, la région obtient le versement d'une prime de l'État, l'augmentation du trafic dépassant le minimum contractuel dès le début. Attendant la fin de la livraison des RIO en 1981, la SNCF met provisoirement à la disposition un complément de matériel, si bien que les dernières voitures à portières latérales de 1929/1937 peuvent être radiées en 1980 (soit une douzaine d'années plus tôt que sans l'engagement de la région).
En 1982, la banlieue de Lille est celle parmi les treize banlieues provinciales définies (arbitrairement) par la SNCF qui génère le plus fort trafic, avec 330 000 000 voyageurs-km par an, et qui compte le plus fort trafic réalisé avec des abonnements hebdomadaires de travail, avec 168 000 000 voyageurs-km par an. C'est l'une des trois banlieues où ce trafic domine. Afin de pouvoir proposer une deuxième liaison entre Lens et Lille, la région propose la réouverture de la ligne de Lens à Don-Sainghin, déjà à double voie et électrifiée comme itinéraire de détournement pour les trains Paris-Nord - Lille, mais sans trafic de voyageurs régulier depuis le 28 septembre 1969. Le projet est inscrit dans la nouvelle convention signée en juin 1984. Pour des investissements de 8 000 000 francs seulement, la vitesse limite de la ligne de 19 km est portée de 80 km/h à 100 km/h, et les quais sont refaits et équipés. Les lignes routières des environs sont réorganisées pour les rendre complémentaires et non concurrentes au train. La réouverture prend effet le 1er juin 1985 et ne nécessite ni du matériel, ni du personnel supplémentaires. L'opération est un succès ; avec seulement quatre aller-retours par jour, les trains sont occupés par 68 voyageurs en moyenne à la fin des années 1980. L'exploitation coûte 1 500 000 francs par an pour 70 000 train-km.
La LOTI, promulguée le 30 décembre 1982, encourage la décentralisation des transports, sans pour autant définir un cadre précis. Puis, la loi du 7 janvier 1983 sur la répartition des compétences entre les communes, les départements, les régions et l'État donne le coup d'envoi à la décentralisation sur un plan plus général, avec, entre autres, l'instauration du suffrage universel des Conseillers régionaux. Sur le plan des transports ferroviaires régionaux, l'attitude de l'État reste ambivalente. En effet, il ne veut pas doter les régions des budgets nécessaires leur permettant de se substituer à l'État pour le versement de la contribution d'équilibre des services SNCF d'intérêt régional. Il craint que les régions puissent détourner ces fonds de leur destination initiale et réduisent les services ferroviaires, ce qui n'est plus souhaité, contrairement aux années 1970. De ce fait, la décentralisation des services ferroviaires ne peut être que facultative, l'État l'encourageant toutefois et souhaite que les régions s'investissent dans leur amélioration. Le Nord-Pas-de-Calais, déjà la première région ayant conventionné les services sur l'ensemble de son réseau, sera également la première à signer une convention dans le nouveau cadre règlementaire. Une fois de plus, cette convention de juin 1984 se distingue donc de celles des autres régions, à venir. Le rôle précurseur du Nord-Pas-de-Calais est aussi illustré par le fait qu'à l'échéance de cette deuxième convention globale, les deux dernières régions acceptant de jouer le jeu de la décentralisation, Rhône-Alpes et la Lorraine, s'apprêtent seulement à signer leur première convention de ce type.

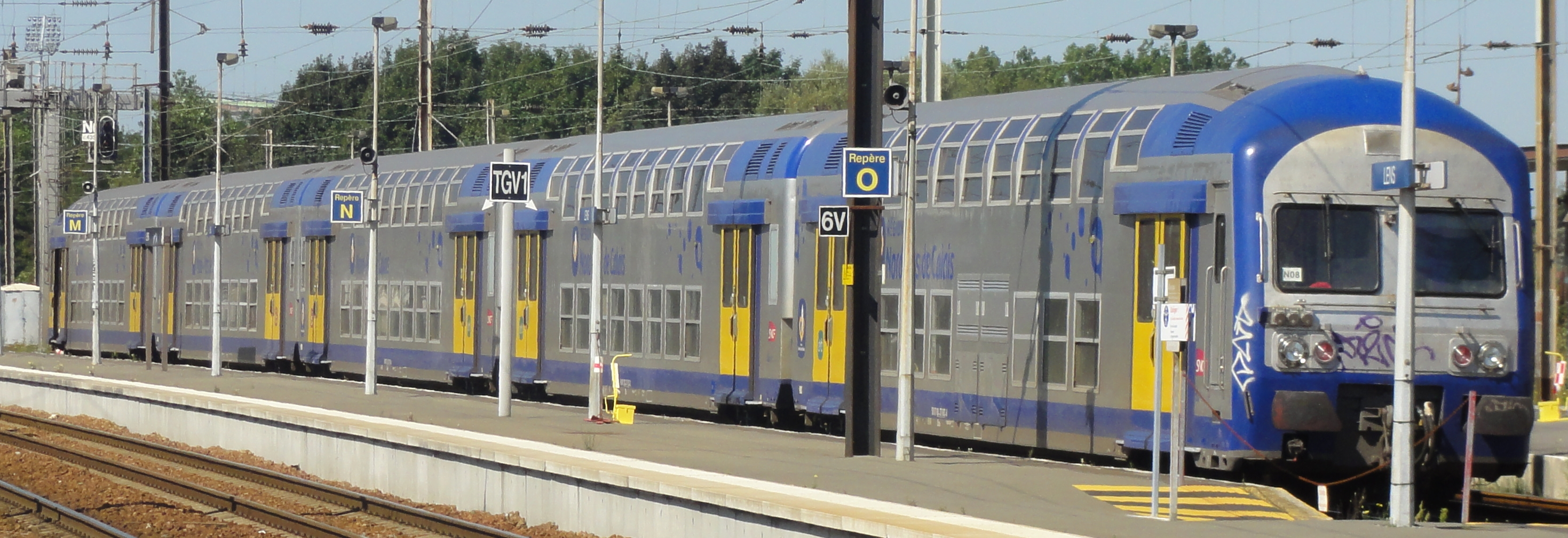
Une rame de VR 2N en gare de Lens.

Très rapidement, moins de trois ans après le lancement du TCR, la Région constate qu'avec la progression du trafic, les 195 caisses de RIO ne suffiront bientôt plus pour faire face à la demande. Elle passe donc commande de deux lots de voitures omnibus à deux niveaux de type régionale (VR 2N), ce qui est la première commande d'une région pour ce matériel après la commande initiale de la SNCF, portant sur cent voitures. Le Nord-Pas-de-Calais prend livraison de 31 voitures en 1984-85 et de 20 autres en 1987. Elles arborent à l'origine la même livrée que ceux de la SNCF, en orange et gris, dite « livrée béton ». Les VR 2N sont regroupées en rames réversibles de quatre ou cinq caisses, tractées par des locomotives électriques BB 16500. Elles sont engagées de préférence sur les cinq relations suivantes, pendant les heures de pointe : Lille - Valenciennes - Aulnoye - Jeumont, Lille - Dunkerque, Lille - Arras, Lille - Lens et Douai - Valenciennes.

### Naissance du TER jusqu'à la régionalisation
Le TER Nord-Pas-de-Calais est lancé en 1986 à la suite de la mise en place d'une nouvelle politique commerciale de la SNCF sur le plan des transports régionaux, souhaitant affirmer davantage sa propre identité d'entreprise en mettant fin, notamment, aux décorations des trains suivant les souhaits des régions. C'est donc la fin du TCR, et en même temps la fin des autres marques que des régions ont lancé ailleurs (Pays de la Loire, Languedoc-Roussillon). « TER » traduit une stratégie commerciale reposant sur la marque TER avec son logo et sa décoration, sorte de label de qualité ; la charte TER signée entre la SNCF et les régions qui le souhaitent ; et la gamme commerciale TER. Elle s'exprime à travers l'information voyageurs, la promotion et la communication institutionnelle. Parmi les quatre coloris que la SNCF propose pour la livrée du matériel TER, le Nord-Pas-de-Calais choisit le jaune. Le TER veut rajeunir l'image des transports ferroviaires régionaux, jusque-là négligés et souffrant d'une mauvaise image. Pour la première fois, une telle initiative est mise en œuvre sur le plan national et s'accompagne de conventions avec toutes les régions (sauf trois, retardataires). Jusqu'en 1990, la région participe à concurrence de 50 % à un programme d'amélioration des gares d'une valeur totale de 58 000 000 francs et achète des terrains destinés à des places de stationnements près des gares pour un total de 5 400 000 francs. Pendant les premières années du TER Nord-Pas-de-Calais, la Région augmente l'offre de trains en semaine, au prix d'une forte réduction de l'offre du week-end (cas également de la Picardie, de la région Centre, des Pays de la Loire et de l'Alsace).
Aucune autre région n'a renouvelé intégralement le parc remorqué régional comme l'a fait le Nord-Pas-de-Calais. Avec l'acquisition des cinquante-et-un VO 2N, la région se pose toujours en tête du classement des régions sur le plan des investissements en matériel roulant pour la période 1985-92 (hors Île-de-France), avec 515 400 000 francs consacrés à ce poste. Pour autant, les investissements dans l'infrastructure ne sont pas non plus négligés, portant sur 125 300 000 francs. C'est un peu plus que le tiers de ce qu'a engagé la région Rhône-Alpes, mais suffit pour classer la région Nord-Pas-de-Calais en quatrième place des investissements d'infrastructure, et même pour la classer en première place pour les investissements globaux : Les 640 700 000 francs qu'elle a déboursés représentent 21,3 % des investissements globaux des régions françaises (hors Île-de-France) pour le TER. Dépenses proportionnelles aux résultats, il paraît, puisque le résultat financier du TER Nord-Pas-de-Calais est aussi le meilleur pour la période 1987-1990, avec un bénéfice cumulé de 40 728 000 francs sur ces quatre exercices (en fonction de la comptabilité de la SNCF et tenant compte des contributions financières versées par l'État). Le meilleur résultat sur une année est 1989, avec 18 234 000 000 francs.
Parmi les quatre électrifications financées par des régions pendant la période, deux sont imputables au Nord-Pas-de-Calais : Don-Sainghin - Béthune (à 85 %) et Boulogne - Calais (à 33 %). Sinon, TER Nord-Pas-de-Calais se singularise en deux autres points. Il ne comporte aucune ligne routière et aucune ligne à desserte mixte train / autocar, et ne doit pas intégrer les « express d'intérêt régional » en 1993, car la région n'en compte pas. La région Midi-Pyrénées est, ci concernant, dans le même cas favorable, préservant le Conseil régional de dépenses supplémentaires.
En été 1994, circulent pour la dernière fois les trains du dimanche sur la ligne de Dunkerque-Locale à Bray-Dunes, qui est donc fermée à tout trafic. Les raisons invoquées sont l'ensablement de la voie et des plaintes de quelques riverains contre le bruit. La ligne de 13 km avait perdu son trafic de voyageurs régulier dès 1969 en ne conservant qu'un unique aller-retour les dimanches d'été, pour la desserte des plages. En 1981, ce train n'est plus proposé, mais l'année suivante, il revient avec deux aller-retours, dont un en provenance et à destination de Lille. Puis, en 1983 et 1984, le train des dunes est de nouveau absent, puis revient une seconde fois. Entre 1988 et 1992, la desserte est même prolongée jusqu'à La Panne en Belgique. La fréquentation est bonne : les trains sont occupés par 136 voyageurs en moyenne jusqu'à Bray-Dunes, et 73 voyageurs au-delà.
La région Nord-Pas-de-Calais participe aux investissements nécessaires à l'arrivée du TGV Nord dans de bonnes conditions et consacre au total 350 000 000 francs à des projets d'infrastructure : aménagement de la traversée de Lille ; électrification des lignes Cambrai - Douai et Lille - Baisieux (ainsi que Calais - Boulogne, déjà mentionnée ci-dessus) ; construction des raccordements de Cassel et Arras-Nord pour l'accès du TGV aux lignes classiques.

### Depuis la régionalisation

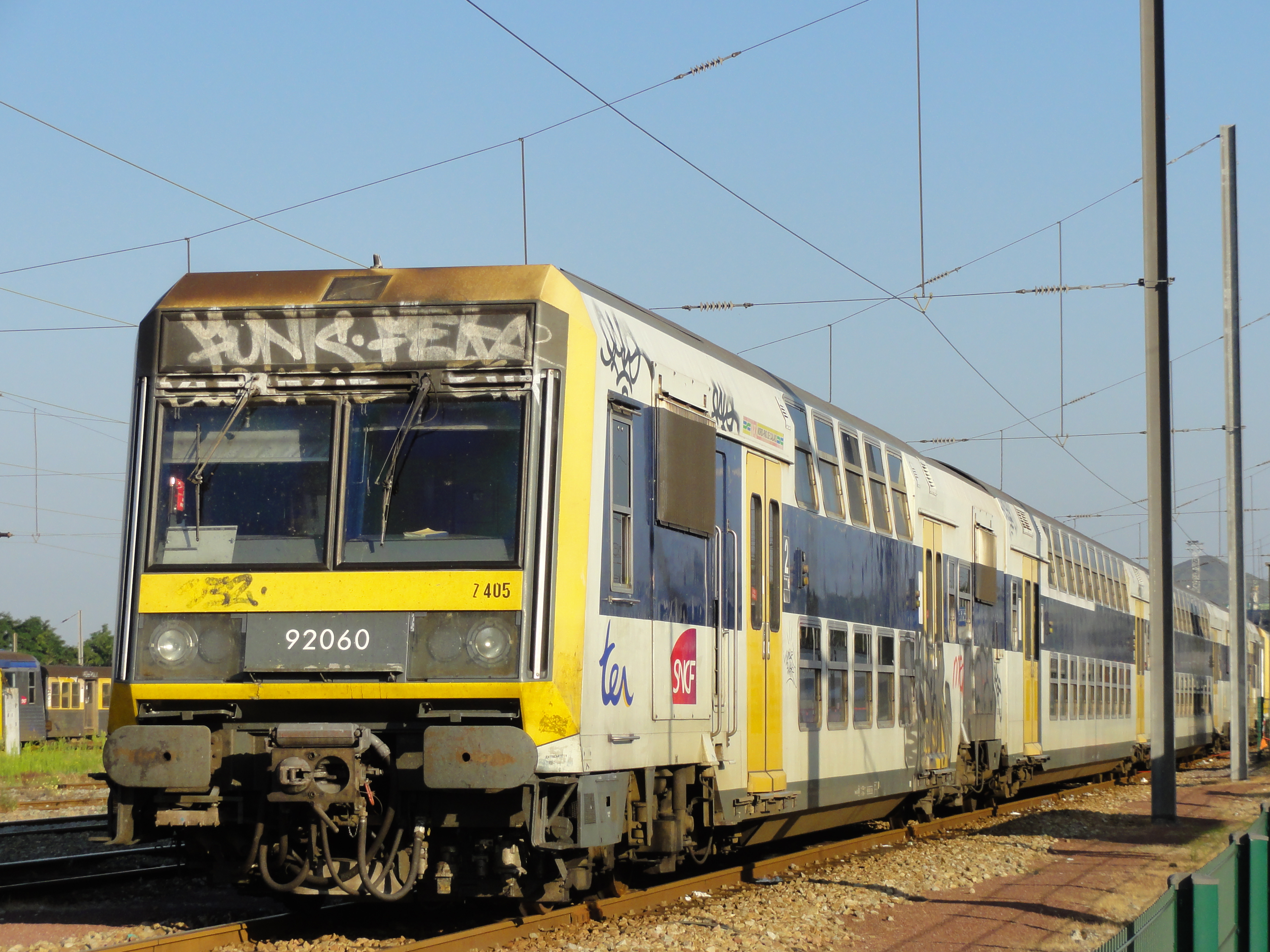
Une automotrice Z 92050 en gare de Lens.

Le logo avant 2014.

La loi Pasqua d'orientation pour l'aménagement et le développement du territoire du 4 février 1995 prévoit, dans son article 67, l'expérimentation du transfert de l'organisation et du financement des transports régionaux vers les régions. Parmi les onze régions se portant candidates, six sont retenues, dont le Nord-Pas-de-Calais. Les conventions d'expérimentation sont signées pendant les premiers mois de 1997 et deviennent effectives en 1998. La principale nouveauté est que l'ensemble des financements passe désormais par les régions, ce qui leur donne un moyen de pression sur la SNCF, qui auparavant ne fournissait qu'un minimum d'informations aux régions et se comportait en autorité organisatrice de transports (AOT) tout en bénéficiant des contributions de l'État. Les nouvelles autorités organisatrices de transports des TER sont les régions, réunissant enfin la fonction de décideur et payeur. En outre, les régions pilotes ont obtenu un effort financier supplémentaire de l'État, le niveau des anciennes contributions et les moyens pour le renouvellement du matériel roulant ayant été insuffisants. En 1998, les contributions publiques pour le TER Nord-Pas-de-Calais se composent de 338 100 000 francs versés par la région et de 461 400 000 francs versés par l'État. Globalement, l'expérimentation de la régionalisation s'avère concluante, bien que dans le Nord-Pas-de-Calais, le trafic n'augmente quasiment plus depuis 1996. Les expériences gagnées dans le Nord-Pas-de-Calais et dans les cinq autres régions sont décisives pour la généralisation du conventionnement global des services TER par la loi relative à la solidarité et au renouvellement urbains (SRU), promulguée le 13 décembre 2000, à compter du 1er janvier 2002.
Avant la stagnation de la croissance du trafic, de toute façon passagère, la région décide en 1995 de renforcer son parc de matériel de six rames automotrices de quatre voitures à deux niveaux semblables aux Z 20500 d'Île-de-France, numérotées Z 92050. Elles sont livrées en 1996, alors que la commande pour le matériel de la génération suivante a déjà été passée. Il s'agit des Z 23500 ou « TER 2N », dérivées des précédentes mais comportant seulement deux caisses, avec un aménagement intérieur plus confortable et climatisation. Les premiers essais fin 1997 se déroulent de façon satisfaisante et permettent une mise en service dès le début de la livraison, vers le milieu de l'année suivante (la région Provence-Alpes-Côte d'Azur ayant été la première servie début 1998). Au total, trente-quatre TER 2N enrichissent le parc du Nord-Pas-de-Calais, apport considérable comparé aux soixante-cinq rames RIO à trois caisses et aux dix rames VR2N à cinq voitures. Les automotrices à deux niveaux sont employées sur les mêmes axes que ces dernières (sauf entre Valenciennes et Jeumont), avec en plus, Arras à Dunkerque. À partir du service d'hiver 1998/99, elles assurent la quasi-totalité des trains sur la ligne Lille - Valenciennes, dont l'offre est désormais structurée en missions omnibus, directes et semi-directes. Cette première « desserte rythmé » sur la région préfigure le cadencement. En 2000, la région passe sa première commande de matériel automoteur à traction thermique, sous la forme de dix autorails X 73500 d'une seule caisse. Ils sont mis en service en 2003 et destinés aux lignes à faible trafic Lille - Comines, Calais - Dunkerque et Arras - Boulogne par Étaples.

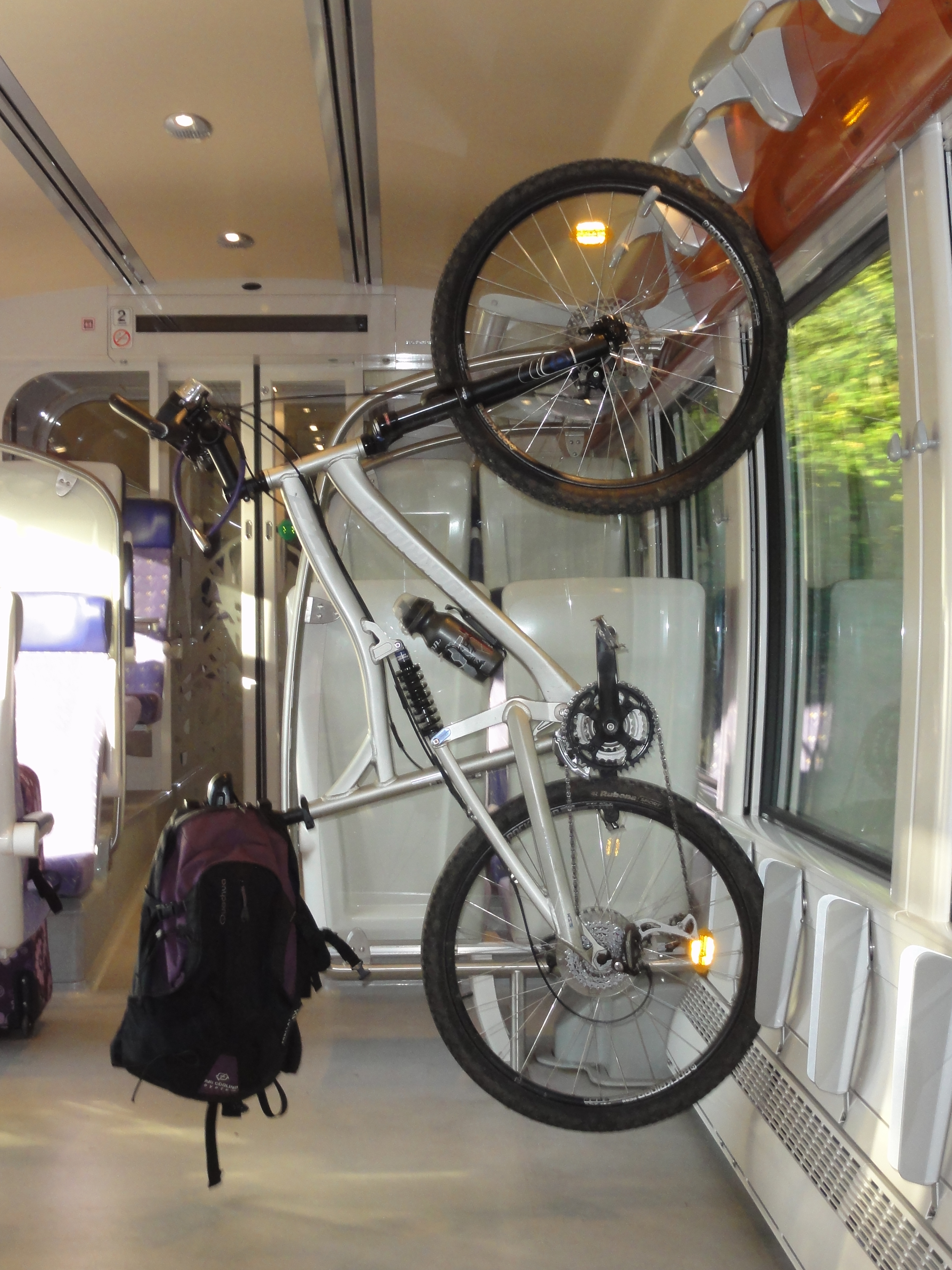
Les vélos sont transportés gratuitement dans les trains.

Dans l'optique de mettre à profit de la région la ligne à grande vitesse Nord-Europe entre la gare de Lille-Europe et le tunnel sous la Manche, la région décide de profiter des rames TGV Réseau stationnées à Lille en-dehors des heures de pointe pour proposer des TGV régionaux sur Dunkerque (deux aller-retours), Calais (Fréthun et Boulogne-sur-Mer (un aller-retour). Le temps de voyage de Lille vers ces villes sur la côte est ainsi coupé en deux, passant à 30 minutes, 40 minutes et 60 minutes respectivement. Ce service commence en tant qu'expérimentation pour une année en 2000, et grâce à sa bonne acceptation, il est prolongé pour une autre année et renforcé au 31 mai 2001. Sous le titre « TER 300 », un aller-retour supplémentaire est instauré sur chacune des deux branches en louant des contingents de places à bord de TGV ordinaires, et un aller-retour Lille-Calais-Ville est mis en place. Depuis, le service a été pérennisé et est commercialisé aujourd'hui sous le nom de « TERGV », pour TER à grande vitesse. La relation Lille - Arras a été ajoutée à la gamme en 2003, et plus récemment, fin 2010, la ligne de Boulogne a été prolongée sur Étaples - Le Touquet et Rang-du-Fliers - Verton après électrification des derniers kilomètres du tronçon final de la ligne de Longueau à Boulogne-Ville,,.

## Convention 2008-2014
Le 4 mars 2008, la Convention d’exploitation du service public régional de transport de voyageurs entre la région Nord-Pas-de-Calais et la SNCF a été signée pour une durée de sept ans (2008-2014) avec comme objectif, doubler le trafic et la fréquentation TER de la région. La convention fixe notamment les objectifs suivants :
- Instauration d'un horaire cadencé : La mise en place d'un horaire cadencé de type RER, dans un périmètre de 40 km autour de l'agglomération lilloise, a eu lieu le 10 décembre 2011[8]. Ce cadencement concerne Armentières, Béthune, Lens, Douai, Valenciennes et Arras, l'objectif étant d'au moins un train direct par heure vers Lille.
- Développement l'offre des TER à grande vitesse (TERGV) vers Arras, la côte d'Opale et Dunkerque.
- Renforcement de l'offre sur les transversales : Les liaisons transversales entre les pôles régionaux secondaires seront renforcées, tout comme l'offre sur le littoral.
- « Donner au TER de nouveaux moyens » : La Région s’est engagée dans un contrat de projets ferroviaires avec l’État et RFF qui doit permettre de profondes améliorations des infrastructures ferroviaires. Concernant le matériel roulant, la convention 2008-2014 prévoit que le Conseil régional définisse les grands principes d’affectation des matériels. La Région et la SNCF se concerteront afin que la SNCF établisse une affectation prévisionnelle du matériel par axe. Un plan d'action d’entretien du matériel a été proposé courant 2008 par la SNCF.
- Suivie de la qualité de service : La Région a demandé à la SNCF de s'engager sur le service qu’elle rend aux voyageurs, et formulé des objectifs plus ambitieux de ponctualité et de bonne circulation des trains. Elle exige une meilleure gestion de l’information, notamment en situation perturbée ; des mesures de la qualité du service ; une procédure de dédommagement ; un dialogue régulier notamment au travers des comités de lignes.
- Mise en adéquation de l'offre avec les besoins de déplacement : La Région et la SNCF vont travailler sur l’organisation de l’offre de trains pour répondre aux besoins de déplacements toujours plus nombreux.
- Simplification de la gamme tarifaire : Une nouvelle gamme tarifaire simplifiée est mise en place pour rendre le TER mieux accessible. Le développement de nouveaux outils d’information, de billettique, de comptage doivent également simplifier le TER. L’objectif est de tendre vers un abonnement multimodal à l’échelle de la région équivalent à ce qui existe aujourd’hui en Île-de-France avec la carte Navigo.
- Amélioration de l'intermodalité : Elle constitue également un élément important de la convention, alliant à la fois l’offre, la tarification, l’information et la billettique. La Région et la SNCF veulent développer une offre et des services en concertation avec les autres collectivités et en coordination avec les autres réseaux de transport. Dans ce cadre, l’accès des usagers à vélo en gare est un enjeu stratégique nouveau qui comprend principalement la mise à disposition de dispositifs de stationnement, le cas échéant de services de consignes / location de vélos en complément de cette offre.

## Relations TER

### Par rail

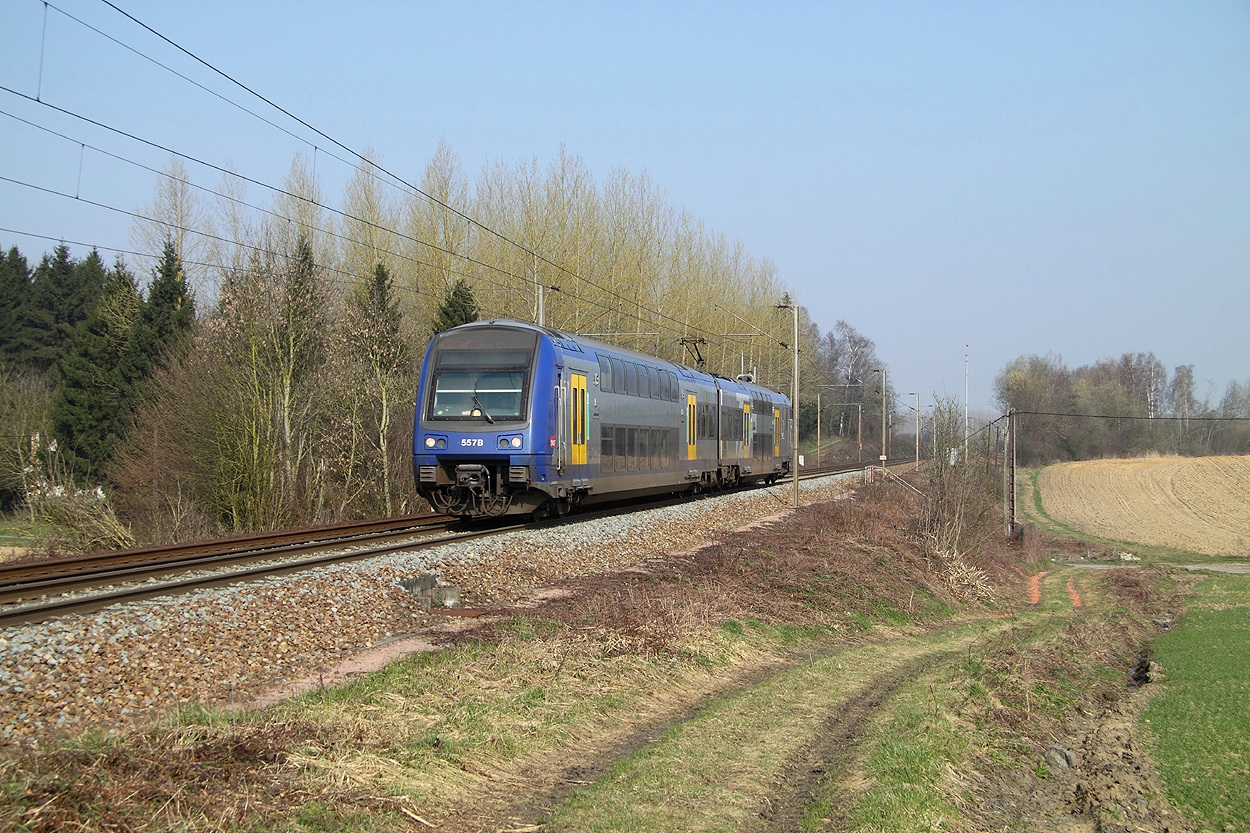
Z 23557 à Busigny.

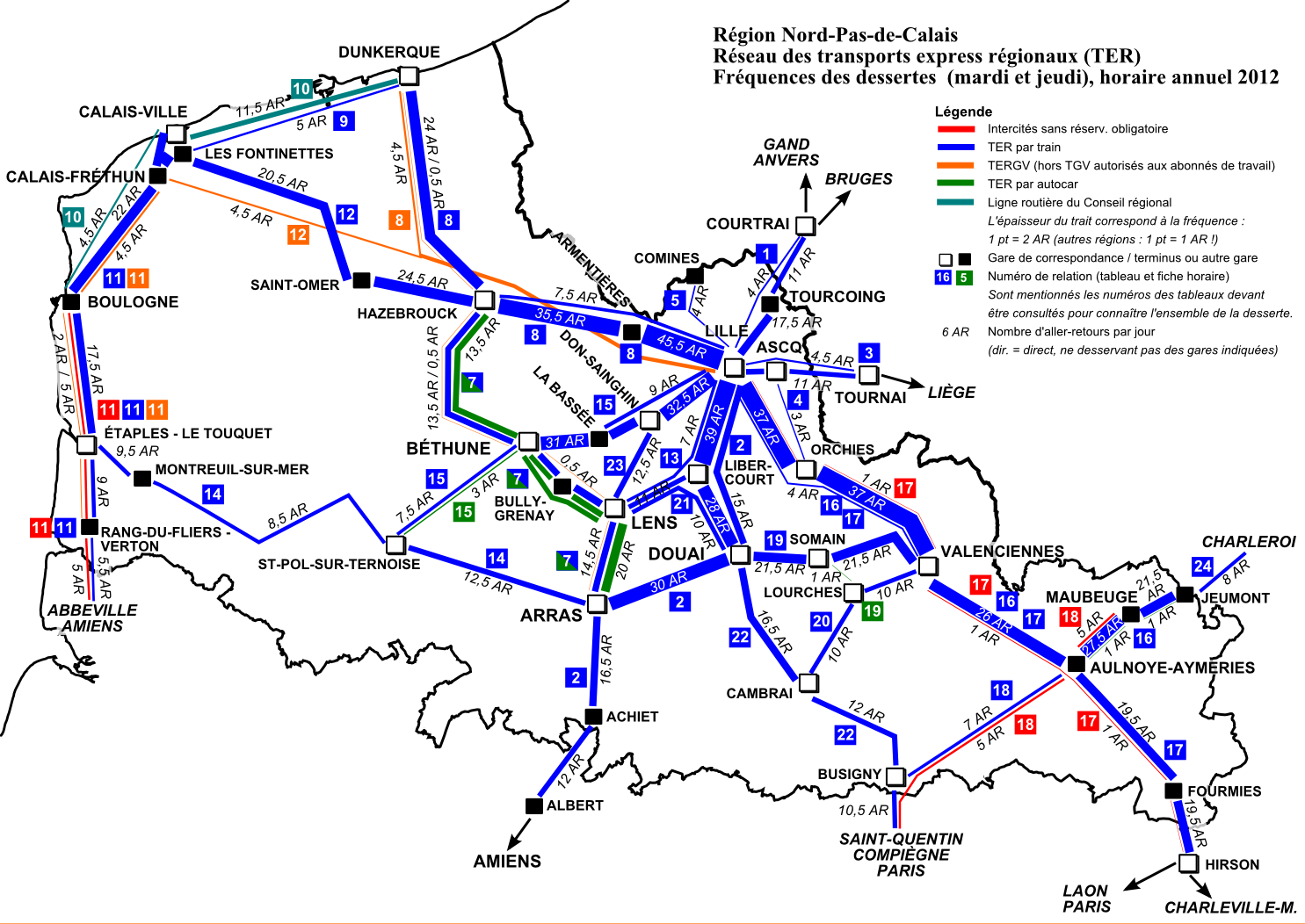
Fréquence de la desserte les jours-type de pleine semaine (mardi et jeudi), horaire annuel 2012.

Avec 1 430 kilomètres de lignes (dont la LGV Nord qui relie Arras à Calais en passant par Lille), soit 115 mètres de lignes par km², le TER Nord-Pas-de-Calais représente le réseau le plus dense d'une région française, après l'Île-de-France. On compte 203 gares et points d'arrêts : 121 dans le Nord et 82 dans le Pas-de-Calais. La région est sillonnée par les TGV, Intercités, TERGV, TER, ces deux derniers étant à classe unique.
La desserte par rail du TER Nord-Pas-de-Calais couvre la totalité des lignes classiques exploitées en service voyageurs au sein de la région. Les relations desservies par des trains TER sont résumées dans le tableau ci-dessous. Sur plusieurs lignes, les trains sont complétés par des autocars. Ces services étant repris par le tableau de la section suivante, le tableau n'en tient pas compte. Les TERGV sont désormais présentées sous les mêmes numéros de relation que les trains classiques (nos 2, 8, 11, 12)
Dans la colonne Horaires, sont indiqués le premier départ de la gare nommée en dernier lieu, et le dernier départ de la gare en dernier lieu. Est considérée comme fonctionnant en soirée une ligne dont le dernier départ a lieu après 20 h 30, si ce train effectue la totalité du parcours. Sur des parcours partiels, les lignes peuvent donc fonctionner en soirée sans que cela soit indiqué dans le tableau. Ces renseignements se portent sur le cas le plus représentatif, soit les jours du lundi au vendredi hors jours fériés. La durée du voyage peut varier en fonction des différents services, les horaires n'étant pas strictement cadencés. Est indiquée la durée du voyage la plus représentative, s'appliquant aux trains couvrant l'ensemble de la relation, qui le plus souvent ne s'arrêtent pas dans l'ensemble des gares.
| Ligne | Caractéristiques | Caractéristiques | Caractéristiques | Caractéristiques | Caractéristiques | Caractéristiques | Caractéristiques | Caractéristiques | Caractéristiques |  |
| ----- | --- | --- | --- | --- | --- | --- | --- | --- | --- |  |
| 1     | LILLE ↔ Tourcoing ↔ Anvers Central SNCB                                                                             | LILLE ↔ Tourcoing ↔ Anvers Central SNCB                                                                             | LILLE ↔ Tourcoing ↔ Anvers Central SNCB                                                                             | LILLE ↔ Tourcoing ↔ Anvers Central SNCB                                                                             | LILLE ↔ Tourcoing ↔ Anvers Central SNCB                                                                             | LILLE ↔ Tourcoing ↔ Anvers Central SNCB                                                                             | LILLE ↔ Tourcoing ↔ Anvers Central SNCB                                                                             | LILLE ↔ Tourcoing ↔ Anvers Central SNCB                                                                             | LILLE ↔ Tourcoing ↔ Anvers Central SNCB                                                                             |  |
|       | Longueur 136 km | Durée 2 h 14 | Nb. arrêts 5 (en France) 9 (en Belgique vers Anvers)                                                                | Soirée / Dimanche - Férié · /                                                                                       | Horaires 06 h 01 - 22 h 09                                                                                          | Réseau TER Nord-Pas-de-Calais / SNCB                                                                                | | | |  |
|       | | | | | | | | | |  |
| 2     | LILLE ↔ Libercourt ↔ Douai ↔ Arras ↔ Amiens ↔ ROUEN (2bis : Lille - Libercourt : tous les trains)                   | LILLE ↔ Libercourt ↔ Douai ↔ Arras ↔ Amiens ↔ ROUEN (2bis : Lille - Libercourt : tous les trains)                   | LILLE ↔ Libercourt ↔ Douai ↔ Arras ↔ Amiens ↔ ROUEN (2bis : Lille - Libercourt : tous les trains)                   | LILLE ↔ Libercourt ↔ Douai ↔ Arras ↔ Amiens ↔ ROUEN (2bis : Lille - Libercourt : tous les trains)                   | LILLE ↔ Libercourt ↔ Douai ↔ Arras ↔ Amiens ↔ ROUEN (2bis : Lille - Libercourt : tous les trains)                   | LILLE ↔ Libercourt ↔ Douai ↔ Arras ↔ Amiens ↔ ROUEN (2bis : Lille - Libercourt : tous les trains)                   | LILLE ↔ Libercourt ↔ Douai ↔ Arras ↔ Amiens ↔ ROUEN (2bis : Lille - Libercourt : tous les trains)                   | LILLE ↔ Libercourt ↔ Douai ↔ Arras ↔ Amiens ↔ ROUEN (2bis : Lille - Libercourt : tous les trains)                   | LILLE ↔ Libercourt ↔ Douai ↔ Arras ↔ Amiens ↔ ROUEN (2bis : Lille - Libercourt : tous les trains)                   |  |
|       | Longueur 129 km | Durée 1 h 20 | Nb. arrêts 25 | Soirée / Dimanche - Férié · Non /                                                                                   | Horaires 5 h 38 - 20 h 02                                                                                           | Réseau TER Nord-Pas-de-Calais / Picardie                                                                            | | | |  |
|       | | | | | | | | | |  |
| 3     | LILLE ↔ Ascq ↔ Tournai ↔ LIEGE Palais SNCB                                                                          | LILLE ↔ Ascq ↔ Tournai ↔ LIEGE Palais SNCB                                                                          | LILLE ↔ Ascq ↔ Tournai ↔ LIEGE Palais SNCB                                                                          | LILLE ↔ Ascq ↔ Tournai ↔ LIEGE Palais SNCB                                                                          | LILLE ↔ Ascq ↔ Tournai ↔ LIEGE Palais SNCB                                                                          | LILLE ↔ Ascq ↔ Tournai ↔ LIEGE Palais SNCB                                                                          | LILLE ↔ Ascq ↔ Tournai ↔ LIEGE Palais SNCB                                                                          | LILLE ↔ Ascq ↔ Tournai ↔ LIEGE Palais SNCB                                                                          | LILLE ↔ Ascq ↔ Tournai ↔ LIEGE Palais SNCB                                                                          |  |
|       | Longueur 210 km | Durée 3 h 05 | Nb. arrêts 7 (en France) 12 (en Belgique)                                                                           | Soirée / Dimanche - Férié · /                                                                                       | Horaires 5 h 45 - 22 h 25                                                                                           | Réseau TER Nord-Pas-de-Calais / SNCB                                                                                | | | |  |
|       | | | | | | | | | |  |
| 4     | ASCQ ↔ ORCHIES | ASCQ ↔ ORCHIES | ASCQ ↔ ORCHIES | ASCQ ↔ ORCHIES | ASCQ ↔ ORCHIES | ASCQ ↔ ORCHIES | ASCQ ↔ ORCHIES | ASCQ ↔ ORCHIES | ASCQ ↔ ORCHIES |  |
|       | Longueur 18,6 km | Durée 0 h 27 | Nb. arrêts 8 | Soirée / Dimanche - Férié · Non / Non                                                                               | Horaires 5 h 55 - 17 h 56                                                                                           | Réseau TER Nord-Pas-de-Calais                                                                                       | | | |  |
|       | | | | | | | | | |  |
| 5     | LILLE ↔ Wambrechies ↔ COMINES                                                                                       | LILLE ↔ Wambrechies ↔ COMINES                                                                                       | LILLE ↔ Wambrechies ↔ COMINES                                                                                       | LILLE ↔ Wambrechies ↔ COMINES                                                                                       | LILLE ↔ Wambrechies ↔ COMINES                                                                                       | LILLE ↔ Wambrechies ↔ COMINES                                                                                       | LILLE ↔ Wambrechies ↔ COMINES                                                                                       | LILLE ↔ Wambrechies ↔ COMINES                                                                                       | LILLE ↔ Wambrechies ↔ COMINES                                                                                       |  |
|       | Longueur 20,4 km | Durée 0 h 30 | Nb. arrêts 8 | Soirée / Dimanche - Férié · Non / Non                                                                               | Horaires 6 h 51 - 17 h 50                                                                                           | Réseau TER Nord-Pas-de-Calais                                                                                       | | | |  |
|       | | | | | | | | | |  |
| 7     | ARRAS ↔ Lens ↔ Liévin ↔ Béthune ↔ HAZEBROUCK                                                                        | ARRAS ↔ Lens ↔ Liévin ↔ Béthune ↔ HAZEBROUCK                                                                        | ARRAS ↔ Lens ↔ Liévin ↔ Béthune ↔ HAZEBROUCK                                                                        | ARRAS ↔ Lens ↔ Liévin ↔ Béthune ↔ HAZEBROUCK                                                                        | ARRAS ↔ Lens ↔ Liévin ↔ Béthune ↔ HAZEBROUCK                                                                        | ARRAS ↔ Lens ↔ Liévin ↔ Béthune ↔ HAZEBROUCK                                                                        | ARRAS ↔ Lens ↔ Liévin ↔ Béthune ↔ HAZEBROUCK                                                                        | ARRAS ↔ Lens ↔ Liévin ↔ Béthune ↔ HAZEBROUCK                                                                        | ARRAS ↔ Lens ↔ Liévin ↔ Béthune ↔ HAZEBROUCK                                                                        |  |
|       | Longueur 72,1 km | Durée 1 h 15 | Nb. arrêts 15 | Soirée / Dimanche - Férié · Non /                                                                                   | Horaires 6 h 22 - 17 h 53                                                                                           | Réseau TER Nord-Pas-de-Calais                                                                                       | | | |  |
|       | | | | | | | | | |  |
| 8     | LILLE ↔ Armentières ↔ Bailleul ↔ Hazebrouck ↔ Cassel ↔ Bergues ↔ DUNKERQUE                                          | LILLE ↔ Armentières ↔ Bailleul ↔ Hazebrouck ↔ Cassel ↔ Bergues ↔ DUNKERQUE                                          | LILLE ↔ Armentières ↔ Bailleul ↔ Hazebrouck ↔ Cassel ↔ Bergues ↔ DUNKERQUE                                          | LILLE ↔ Armentières ↔ Bailleul ↔ Hazebrouck ↔ Cassel ↔ Bergues ↔ DUNKERQUE                                          | LILLE ↔ Armentières ↔ Bailleul ↔ Hazebrouck ↔ Cassel ↔ Bergues ↔ DUNKERQUE                                          | LILLE ↔ Armentières ↔ Bailleul ↔ Hazebrouck ↔ Cassel ↔ Bergues ↔ DUNKERQUE                                          | LILLE ↔ Armentières ↔ Bailleul ↔ Hazebrouck ↔ Cassel ↔ Bergues ↔ DUNKERQUE                                          | LILLE ↔ Armentières ↔ Bailleul ↔ Hazebrouck ↔ Cassel ↔ Bergues ↔ DUNKERQUE                                          | LILLE ↔ Armentières ↔ Bailleul ↔ Hazebrouck ↔ Cassel ↔ Bergues ↔ DUNKERQUE                                          |  |
|       | Longueur 87,0 km | Durée 1 h 05 | Nb. arrêts 16 | Soirée / Dimanche - Férié · /                                                                                       | Horaires 5 h 08 - 22 h 15                                                                                           | Réseau TER Nord-Pas-de-Calais                                                                                       | | | |  |
|       | | | | | | | | | |  |
| 9     | DUNKERQUE ↔ Bourbourg ↔ Gravelines ↔ CALAIS-VILLE                                                                   | DUNKERQUE ↔ Bourbourg ↔ Gravelines ↔ CALAIS-VILLE                                                                   | DUNKERQUE ↔ Bourbourg ↔ Gravelines ↔ CALAIS-VILLE                                                                   | DUNKERQUE ↔ Bourbourg ↔ Gravelines ↔ CALAIS-VILLE                                                                   | DUNKERQUE ↔ Bourbourg ↔ Gravelines ↔ CALAIS-VILLE                                                                   | DUNKERQUE ↔ Bourbourg ↔ Gravelines ↔ CALAIS-VILLE                                                                   | DUNKERQUE ↔ Bourbourg ↔ Gravelines ↔ CALAIS-VILLE                                                                   | DUNKERQUE ↔ Bourbourg ↔ Gravelines ↔ CALAIS-VILLE                                                                   | DUNKERQUE ↔ Bourbourg ↔ Gravelines ↔ CALAIS-VILLE                                                                   |  |
|       | Longueur 46,5 km | Durée 0 h 50 | Nb. arrêts 9 | Soirée / Dimanche - Férié · Non /                                                                                   | Horaires 5 h 30 - 18 h 40                                                                                           | Réseau TER Nord-Pas-de-Calais                                                                                       | | | |  |
|       | | | | | | | | | |  |
| 11    | CALAIS ↔ Calais-Fréthun ↔ Boulogne ↔ Étaples - Le Touquet ↔ Rang-du-Fliers - Verton ↔ Rue ↔ Abbeville ↔ AMIENS      | CALAIS ↔ Calais-Fréthun ↔ Boulogne ↔ Étaples - Le Touquet ↔ Rang-du-Fliers - Verton ↔ Rue ↔ Abbeville ↔ AMIENS      | CALAIS ↔ Calais-Fréthun ↔ Boulogne ↔ Étaples - Le Touquet ↔ Rang-du-Fliers - Verton ↔ Rue ↔ Abbeville ↔ AMIENS      | CALAIS ↔ Calais-Fréthun ↔ Boulogne ↔ Étaples - Le Touquet ↔ Rang-du-Fliers - Verton ↔ Rue ↔ Abbeville ↔ AMIENS      | CALAIS ↔ Calais-Fréthun ↔ Boulogne ↔ Étaples - Le Touquet ↔ Rang-du-Fliers - Verton ↔ Rue ↔ Abbeville ↔ AMIENS      | CALAIS ↔ Calais-Fréthun ↔ Boulogne ↔ Étaples - Le Touquet ↔ Rang-du-Fliers - Verton ↔ Rue ↔ Abbeville ↔ AMIENS      | CALAIS ↔ Calais-Fréthun ↔ Boulogne ↔ Étaples - Le Touquet ↔ Rang-du-Fliers - Verton ↔ Rue ↔ Abbeville ↔ AMIENS      | CALAIS ↔ Calais-Fréthun ↔ Boulogne ↔ Étaples - Le Touquet ↔ Rang-du-Fliers - Verton ↔ Rue ↔ Abbeville ↔ AMIENS      | CALAIS ↔ Calais-Fréthun ↔ Boulogne ↔ Étaples - Le Touquet ↔ Rang-du-Fliers - Verton ↔ Rue ↔ Abbeville ↔ AMIENS      |  |
|       | Longueur 163,4 km                                                                                                   | Durée 2 h 15 | Nb. arrêts 20 | Soirée / Dimanche - Férié · Non /                                                                                   | Horaires 6 h 24 - 17 h 39                                                                                           | Réseau TER Nord-Pas-de-Calais / Picardie                                                                            | | | |  |
|       | | | | | | | | | |  |
| 12    | HAZEBROUCK ↔ Saint-Omer ↔ CALAIS-VILLE                                                                              | HAZEBROUCK ↔ Saint-Omer ↔ CALAIS-VILLE                                                                              | HAZEBROUCK ↔ Saint-Omer ↔ CALAIS-VILLE                                                                              | HAZEBROUCK ↔ Saint-Omer ↔ CALAIS-VILLE                                                                              | HAZEBROUCK ↔ Saint-Omer ↔ CALAIS-VILLE                                                                              | HAZEBROUCK ↔ Saint-Omer ↔ CALAIS-VILLE                                                                              | HAZEBROUCK ↔ Saint-Omer ↔ CALAIS-VILLE                                                                              | HAZEBROUCK ↔ Saint-Omer ↔ CALAIS-VILLE                                                                              | HAZEBROUCK ↔ Saint-Omer ↔ CALAIS-VILLE                                                                              |  |
|       | Longueur 60,6 km | Durée 0 h 50 | Nb. arrêts 11 | Soirée / Dimanche - Férié · /                                                                                       | Horaires 4 h 54 - 21 h 13                                                                                           | Réseau TER Nord-Pas-de-Calais                                                                                       | | | |  |
|       | | | | | | | | | |  |
| 13    | LILLE ↔ Seclin ↔ Libercourt ↔ Hénin-Beaumont ↔ LENS (Lille ↔ Libercourt : voir aussi 2bis)                          | LILLE ↔ Seclin ↔ Libercourt ↔ Hénin-Beaumont ↔ LENS (Lille ↔ Libercourt : voir aussi 2bis)                          | LILLE ↔ Seclin ↔ Libercourt ↔ Hénin-Beaumont ↔ LENS (Lille ↔ Libercourt : voir aussi 2bis)                          | LILLE ↔ Seclin ↔ Libercourt ↔ Hénin-Beaumont ↔ LENS (Lille ↔ Libercourt : voir aussi 2bis)                          | LILLE ↔ Seclin ↔ Libercourt ↔ Hénin-Beaumont ↔ LENS (Lille ↔ Libercourt : voir aussi 2bis)                          | LILLE ↔ Seclin ↔ Libercourt ↔ Hénin-Beaumont ↔ LENS (Lille ↔ Libercourt : voir aussi 2bis)                          | LILLE ↔ Seclin ↔ Libercourt ↔ Hénin-Beaumont ↔ LENS (Lille ↔ Libercourt : voir aussi 2bis)                          | LILLE ↔ Seclin ↔ Libercourt ↔ Hénin-Beaumont ↔ LENS (Lille ↔ Libercourt : voir aussi 2bis)                          | LILLE ↔ Seclin ↔ Libercourt ↔ Hénin-Beaumont ↔ LENS (Lille ↔ Libercourt : voir aussi 2bis)                          |  |
|       | Longueur 39 km | Durée 0 h 47 | Nb. arrêts 12 | Soirée / Dimanche - Férié · /                                                                                       | Horaires 4 h 54 - 21 h 19                                                                                           | Réseau TER Nord-Pas-de-Calais                                                                                       | | | |  |
|       | | | | | | | | | |  |
| 14    | ARRAS ↔ Saint-Pol-sur-Ternoise ↔ Hesdin ↔ ÉTAPLES - LE TOUQUET                                                      | ARRAS ↔ Saint-Pol-sur-Ternoise ↔ Hesdin ↔ ÉTAPLES - LE TOUQUET                                                      | ARRAS ↔ Saint-Pol-sur-Ternoise ↔ Hesdin ↔ ÉTAPLES - LE TOUQUET                                                      | ARRAS ↔ Saint-Pol-sur-Ternoise ↔ Hesdin ↔ ÉTAPLES - LE TOUQUET                                                      | ARRAS ↔ Saint-Pol-sur-Ternoise ↔ Hesdin ↔ ÉTAPLES - LE TOUQUET                                                      | ARRAS ↔ Saint-Pol-sur-Ternoise ↔ Hesdin ↔ ÉTAPLES - LE TOUQUET                                                      | ARRAS ↔ Saint-Pol-sur-Ternoise ↔ Hesdin ↔ ÉTAPLES - LE TOUQUET                                                      | ARRAS ↔ Saint-Pol-sur-Ternoise ↔ Hesdin ↔ ÉTAPLES - LE TOUQUET                                                      | ARRAS ↔ Saint-Pol-sur-Ternoise ↔ Hesdin ↔ ÉTAPLES - LE TOUQUET                                                      |  |
|       | Longueur 99,2 km | Durée 1 h 46 | Nb. arrêts 17 | Soirée / Dimanche - Férié · Non /                                                                                   | Horaires 4 h 05 - 19 h 19                                                                                           | Réseau TER Nord-Pas-de-Calais                                                                                       | | | |  |
|       | | | | | | | | | |  |
| 15    | LILLE ↔ Don-Sainghin ↔ Béthune ↔ SAINT-POL-SUR-TERNOISE (Lille - Don Sainghin : tous les trains)                    | LILLE ↔ Don-Sainghin ↔ Béthune ↔ SAINT-POL-SUR-TERNOISE (Lille - Don Sainghin : tous les trains)                    | LILLE ↔ Don-Sainghin ↔ Béthune ↔ SAINT-POL-SUR-TERNOISE (Lille - Don Sainghin : tous les trains)                    | LILLE ↔ Don-Sainghin ↔ Béthune ↔ SAINT-POL-SUR-TERNOISE (Lille - Don Sainghin : tous les trains)                    | LILLE ↔ Don-Sainghin ↔ Béthune ↔ SAINT-POL-SUR-TERNOISE (Lille - Don Sainghin : tous les trains)                    | LILLE ↔ Don-Sainghin ↔ Béthune ↔ SAINT-POL-SUR-TERNOISE (Lille - Don Sainghin : tous les trains)                    | LILLE ↔ Don-Sainghin ↔ Béthune ↔ SAINT-POL-SUR-TERNOISE (Lille - Don Sainghin : tous les trains)                    | LILLE ↔ Don-Sainghin ↔ Béthune ↔ SAINT-POL-SUR-TERNOISE (Lille - Don Sainghin : tous les trains)                    | LILLE ↔ Don-Sainghin ↔ Béthune ↔ SAINT-POL-SUR-TERNOISE (Lille - Don Sainghin : tous les trains)                    |  |
|       | Longueur 134,3 km                                                                                                   | Durée 1 h 10 | Nb. arrêts 19 | Soirée / Dimanche - Férié · Non /                                                                                   | Horaires 5 h 30 - 19 h 08                                                                                           | Réseau TER Nord-Pas-de-Calais                                                                                       | | | |  |
|       | | | | | | | | | |  |
| 16    | LILLE ↔ Orchies ↔ Valenciennes ↔ Aulnoye-Aymeries ↔ Maubeuge ↔ JEUMONT (Lille - Aulnoye-Aymeries : tous les trains) | LILLE ↔ Orchies ↔ Valenciennes ↔ Aulnoye-Aymeries ↔ Maubeuge ↔ JEUMONT (Lille - Aulnoye-Aymeries : tous les trains) | LILLE ↔ Orchies ↔ Valenciennes ↔ Aulnoye-Aymeries ↔ Maubeuge ↔ JEUMONT (Lille - Aulnoye-Aymeries : tous les trains) | LILLE ↔ Orchies ↔ Valenciennes ↔ Aulnoye-Aymeries ↔ Maubeuge ↔ JEUMONT (Lille - Aulnoye-Aymeries : tous les trains) | LILLE ↔ Orchies ↔ Valenciennes ↔ Aulnoye-Aymeries ↔ Maubeuge ↔ JEUMONT (Lille - Aulnoye-Aymeries : tous les trains) | LILLE ↔ Orchies ↔ Valenciennes ↔ Aulnoye-Aymeries ↔ Maubeuge ↔ JEUMONT (Lille - Aulnoye-Aymeries : tous les trains) | LILLE ↔ Orchies ↔ Valenciennes ↔ Aulnoye-Aymeries ↔ Maubeuge ↔ JEUMONT (Lille - Aulnoye-Aymeries : tous les trains) | LILLE ↔ Orchies ↔ Valenciennes ↔ Aulnoye-Aymeries ↔ Maubeuge ↔ JEUMONT (Lille - Aulnoye-Aymeries : tous les trains) | LILLE ↔ Orchies ↔ Valenciennes ↔ Aulnoye-Aymeries ↔ Maubeuge ↔ JEUMONT (Lille - Aulnoye-Aymeries : tous les trains) |  |
|       | Longueur 103,7 km                                                                                                   | Durée 1 h 37 | Nb. arrêts 23 | Soirée / Dimanche - Férié · /                                                                                       | Horaires 4 h 42 - 21 h 35                                                                                           | Réseau TER Nord-Pas-de-Calais                                                                                       | | | |  |
|       | | | | | | | | | |  |
| 17    | LILLE ↔ Orchies ↔ Valenciennes ↔ Aulnoye-Aymeries ↔ Avesnes ↔ Fourmies ↔ HIRSON (voir aussi 16)                     | LILLE ↔ Orchies ↔ Valenciennes ↔ Aulnoye-Aymeries ↔ Avesnes ↔ Fourmies ↔ HIRSON (voir aussi 16)                     | LILLE ↔ Orchies ↔ Valenciennes ↔ Aulnoye-Aymeries ↔ Avesnes ↔ Fourmies ↔ HIRSON (voir aussi 16)                     | LILLE ↔ Orchies ↔ Valenciennes ↔ Aulnoye-Aymeries ↔ Avesnes ↔ Fourmies ↔ HIRSON (voir aussi 16)                     | LILLE ↔ Orchies ↔ Valenciennes ↔ Aulnoye-Aymeries ↔ Avesnes ↔ Fourmies ↔ HIRSON (voir aussi 16)                     | LILLE ↔ Orchies ↔ Valenciennes ↔ Aulnoye-Aymeries ↔ Avesnes ↔ Fourmies ↔ HIRSON (voir aussi 16)                     | LILLE ↔ Orchies ↔ Valenciennes ↔ Aulnoye-Aymeries ↔ Avesnes ↔ Fourmies ↔ HIRSON (voir aussi 16)                     | LILLE ↔ Orchies ↔ Valenciennes ↔ Aulnoye-Aymeries ↔ Avesnes ↔ Fourmies ↔ HIRSON (voir aussi 16)                     | LILLE ↔ Orchies ↔ Valenciennes ↔ Aulnoye-Aymeries ↔ Avesnes ↔ Fourmies ↔ HIRSON (voir aussi 16)                     |  |
|       | Longueur 122,6 km                                                                                                   | Durée 2 h 05 | Nb. arrêts 20 | Soirée / Dimanche - Férié · /                                                                                       | Horaires 5 h 26 - 21 h 35                                                                                           | Réseau TER Nord-Pas-de-Calais / Champagne-Ardenne                                                                   | | | |  |
|       | | | | | | | | | |  |
| 18    | BUSIGNY ↔ Le Cateau ↔ AULNOYE-AYMERIES                                                                              | BUSIGNY ↔ Le Cateau ↔ AULNOYE-AYMERIES                                                                              | BUSIGNY ↔ Le Cateau ↔ AULNOYE-AYMERIES                                                                              | BUSIGNY ↔ Le Cateau ↔ AULNOYE-AYMERIES                                                                              | BUSIGNY ↔ Le Cateau ↔ AULNOYE-AYMERIES                                                                              | BUSIGNY ↔ Le Cateau ↔ AULNOYE-AYMERIES                                                                              | BUSIGNY ↔ Le Cateau ↔ AULNOYE-AYMERIES                                                                              | BUSIGNY ↔ Le Cateau ↔ AULNOYE-AYMERIES                                                                              | BUSIGNY ↔ Le Cateau ↔ AULNOYE-AYMERIES                                                                              |  |
|       | Longueur 35,3 km | Durée 0 h 25 | Nb. arrêts 6 | Soirée / Dimanche - Férié · Non /                                                                                   | Horaires 6 h 17 - 19 h 37                                                                                           | Réseau TER Nord-Pas-de-Calais / Picardie                                                                            | | | |  |
|       | | | | | | | | | |  |
| 19    | DOUAI ↔ Somain ↔ Raismes ↔ VALENCIENNES                                                                             | DOUAI ↔ Somain ↔ Raismes ↔ VALENCIENNES                                                                             | DOUAI ↔ Somain ↔ Raismes ↔ VALENCIENNES                                                                             | DOUAI ↔ Somain ↔ Raismes ↔ VALENCIENNES                                                                             | DOUAI ↔ Somain ↔ Raismes ↔ VALENCIENNES                                                                             | DOUAI ↔ Somain ↔ Raismes ↔ VALENCIENNES                                                                             | DOUAI ↔ Somain ↔ Raismes ↔ VALENCIENNES                                                                             | DOUAI ↔ Somain ↔ Raismes ↔ VALENCIENNES                                                                             | DOUAI ↔ Somain ↔ Raismes ↔ VALENCIENNES                                                                             |  |
|       | Longueur 35,2 km | Durée 0 h 28 | Nb. arrêts 7 | Soirée / Dimanche - Férié · /                                                                                       | Horaires 4 h 55 - 21 h 58                                                                                           | Réseau TER Nord-Pas-de-Calais                                                                                       | | | |  |
|       | | | | | | | | | |  |
| 20    | VALENCIENNES ↔ Denain ↔ Lourches ↔ CAMBRAI                                                                          | VALENCIENNES ↔ Denain ↔ Lourches ↔ CAMBRAI                                                                          | VALENCIENNES ↔ Denain ↔ Lourches ↔ CAMBRAI                                                                          | VALENCIENNES ↔ Denain ↔ Lourches ↔ CAMBRAI                                                                          | VALENCIENNES ↔ Denain ↔ Lourches ↔ CAMBRAI                                                                          | VALENCIENNES ↔ Denain ↔ Lourches ↔ CAMBRAI                                                                          | VALENCIENNES ↔ Denain ↔ Lourches ↔ CAMBRAI                                                                          | VALENCIENNES ↔ Denain ↔ Lourches ↔ CAMBRAI                                                                          | VALENCIENNES ↔ Denain ↔ Lourches ↔ CAMBRAI                                                                          |  |
|       | Longueur 46,3 km | Durée 0 h 45 | Nb. arrêts 9 | Soirée / Dimanche - Férié · Non /                                                                                   | Horaires 6 h 15 - 19 h 00                                                                                           | Réseau TER Nord-Pas-de-Calais                                                                                       | | | |  |
|       | | | | | | | | | |  |
| 21    | LENS ↔ (Libercourt) ↔ Douai ↔ VALENCIENNES (Libercourt - Douai : voir aussi 2bis)                                   | LENS ↔ (Libercourt) ↔ Douai ↔ VALENCIENNES (Libercourt - Douai : voir aussi 2bis)                                   | LENS ↔ (Libercourt) ↔ Douai ↔ VALENCIENNES (Libercourt - Douai : voir aussi 2bis)                                   | LENS ↔ (Libercourt) ↔ Douai ↔ VALENCIENNES (Libercourt - Douai : voir aussi 2bis)                                   | LENS ↔ (Libercourt) ↔ Douai ↔ VALENCIENNES (Libercourt - Douai : voir aussi 2bis)                                   | LENS ↔ (Libercourt) ↔ Douai ↔ VALENCIENNES (Libercourt - Douai : voir aussi 2bis)                                   | LENS ↔ (Libercourt) ↔ Douai ↔ VALENCIENNES (Libercourt - Douai : voir aussi 2bis)                                   | LENS ↔ (Libercourt) ↔ Douai ↔ VALENCIENNES (Libercourt - Douai : voir aussi 2bis)                                   | LENS ↔ (Libercourt) ↔ Douai ↔ VALENCIENNES (Libercourt - Douai : voir aussi 2bis)                                   |  |
|       | Longueur 64 km | Durée 1 h 00 | Nb. arrêts 16 | Soirée / Dimanche - Férié · Non /                                                                                   | Horaires 4 h 55 - 20 h 25                                                                                           | Réseau TER Nord-Pas-de-Calais                                                                                       | | | |  |
|       | | | | | | | | | |  |
| 22    | DOUAI ↔ Cambrai ↔ Caudry ↔ BUSIGNY                                                                                  | DOUAI ↔ Cambrai ↔ Caudry ↔ BUSIGNY                                                                                  | DOUAI ↔ Cambrai ↔ Caudry ↔ BUSIGNY                                                                                  | DOUAI ↔ Cambrai ↔ Caudry ↔ BUSIGNY                                                                                  | DOUAI ↔ Cambrai ↔ Caudry ↔ BUSIGNY                                                                                  | DOUAI ↔ Cambrai ↔ Caudry ↔ BUSIGNY                                                                                  | DOUAI ↔ Cambrai ↔ Caudry ↔ BUSIGNY                                                                                  | DOUAI ↔ Cambrai ↔ Caudry ↔ BUSIGNY                                                                                  | DOUAI ↔ Cambrai ↔ Caudry ↔ BUSIGNY                                                                                  |  |
|       | Longueur 55 km | Durée 0 h 55 | Nb. arrêts 18 | Soirée / Dimanche - Férié · /                                                                                       | Horaires 5 h 26 - 20 h 41                                                                                           | Réseau TER Nord-Pas-de-Calais                                                                                       | | | |  |
|       | | | | | | | | | |  |
| 23    | LILLE ↔ Don-Sainghin ↔ LENS (Lille - Don Sainghin : voir aussi 15)                                                  | LILLE ↔ Don-Sainghin ↔ LENS (Lille - Don Sainghin : voir aussi 15)                                                  | LILLE ↔ Don-Sainghin ↔ LENS (Lille - Don Sainghin : voir aussi 15)                                                  | LILLE ↔ Don-Sainghin ↔ LENS (Lille - Don Sainghin : voir aussi 15)                                                  | LILLE ↔ Don-Sainghin ↔ LENS (Lille - Don Sainghin : voir aussi 15)                                                  | LILLE ↔ Don-Sainghin ↔ LENS (Lille - Don Sainghin : voir aussi 15)                                                  | LILLE ↔ Don-Sainghin ↔ LENS (Lille - Don Sainghin : voir aussi 15)                                                  | LILLE ↔ Don-Sainghin ↔ LENS (Lille - Don Sainghin : voir aussi 15)                                                  | LILLE ↔ Don-Sainghin ↔ LENS (Lille - Don Sainghin : voir aussi 15)                                                  |  |
|       | Longueur 37,7 km | Durée 0 h 51 | Nb. arrêts 15 | Soirée / Dimanche - Férié · /                                                                                       | Horaires 5 h 44 - 20 h 44                                                                                           | Réseau TER Nord-Pas-de-Calais                                                                                       | | | |  |
|       | | | | | | | | | |  |
| 24    | JEUMONT ↔ Erquelinnes ↔ CHARLEROI SUD                                                                               | JEUMONT ↔ Erquelinnes ↔ CHARLEROI SUD                                                                               | JEUMONT ↔ Erquelinnes ↔ CHARLEROI SUD                                                                               | JEUMONT ↔ Erquelinnes ↔ CHARLEROI SUD                                                                               | JEUMONT ↔ Erquelinnes ↔ CHARLEROI SUD                                                                               | JEUMONT ↔ Erquelinnes ↔ CHARLEROI SUD                                                                               | JEUMONT ↔ Erquelinnes ↔ CHARLEROI SUD                                                                               | JEUMONT ↔ Erquelinnes ↔ CHARLEROI SUD                                                                               | JEUMONT ↔ Erquelinnes ↔ CHARLEROI SUD                                                                               |  |
|       | Longueur 31,6 km | Durée 0 h 43 | Nb. arrêts 1 (en France)                                                                                            | Soirée / Dimanche - Férié · Non / Non                                                                               | Horaires 5 h 18 - 19 h 06                                                                                           | Réseau TER Nord-Pas-de-Calais / SNCB                                                                                | | | |  |

### Par autocar
Le TER Nord-Pas-de-Calais ne comportait traditionnellement pas de dessertes routières. Certaines relations ferroviaires sont par contre temporairement exploitées en mixité train / autocar en raison de longs programmes de travaux, ce qui est le cas, pendant l'horaire annuel 2012, de la relation no 7 Arras - Lens - Liévin - Béthune - Hazebrouck. En outre, la courte relation Lourches - Somain (7,7 km), qui ne gardait qu'une offre résiduelle, est actuellement desservie par autocars uniquement, à raison d'un unique aller-retour par jour.
Le Conseil régional Nord-Pas-de-Calais a créé une ligne d'autocars entre Boulogne-sur-Mer, Calais et Dunkerque, baptisée « BCD » selon les initiales de ces villes. Cette ligne ne fait pas partie du réseau TER à proprement parler, mais les tarifs SNCF ainsi que les offres tarifaires du Conseil régional s'appliquent, exception faite des abonnements de travail SNCF qui nécessitent l'acquittement d'un supplément,. La section Boulogne - Calais de la ligne BCD a la particularité de faire double emploi avec un service assuré par fer à bonne fréquence de desserte.
|          | Parcours                                                                          |
| -------- | --------------------------------------------------------------------------------- |
| 7        | Arras ↔ Lens ↔ Liévin ↔ Béthune ↔ Hazebrouck (service de substitution temporaire) |
| BCD (10) | Dunkerque ↔ Calais ↔ Boulogne-sur-Mer                                             |
| 15       | Béthune ↔ Saint-Pol-sur-Ternoise (4 allers et 2 retours / jour)                   |
| 16       | Aulnoye-Aymeries ↔ Maubeuge ↔ Jeumont (1 AR / jour)                               |
| 19       | Lourches ↔ Somain (service de substitution, 1 AR / jour)                          |

## Tarification

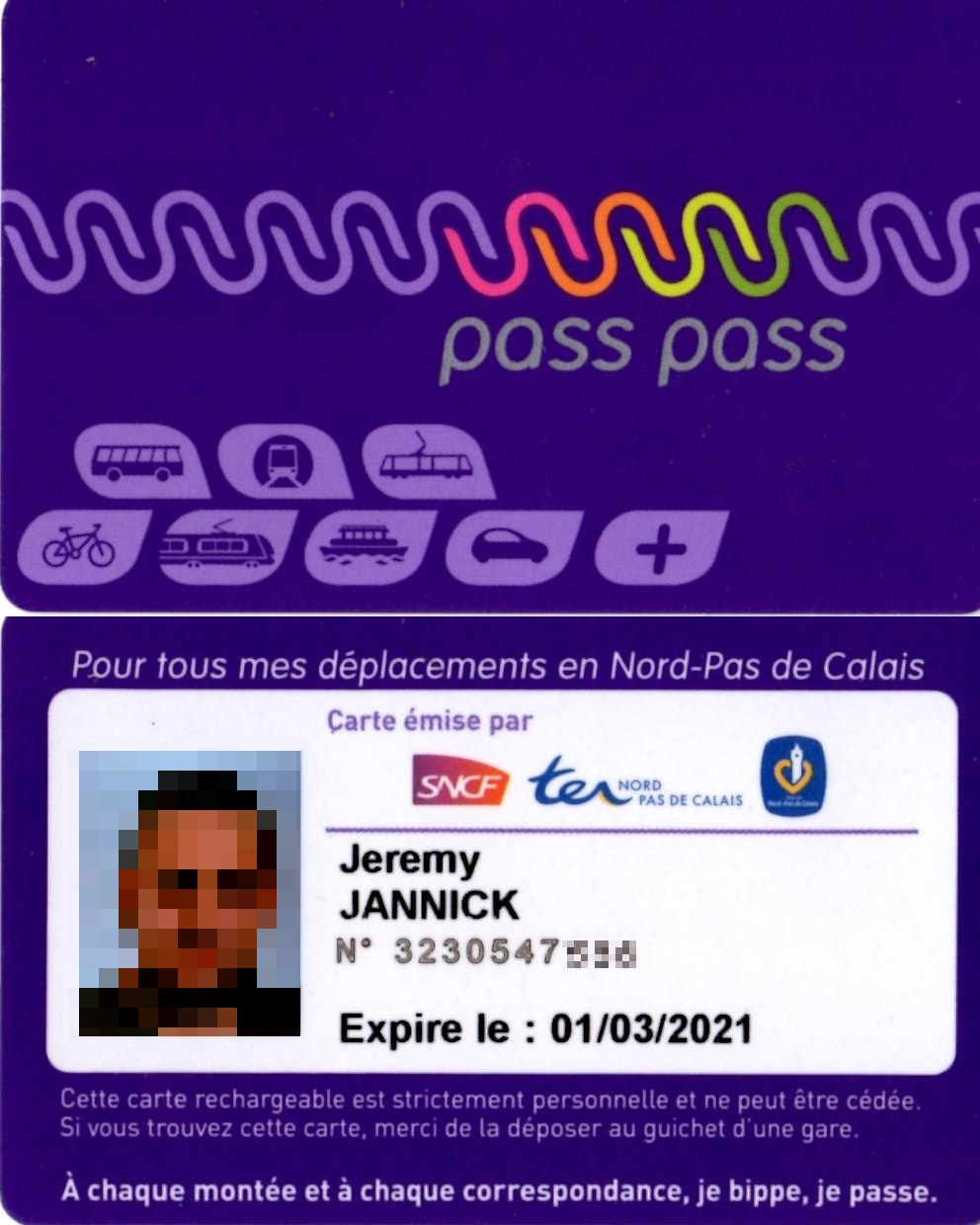
Une carte Pass Pass datant de 2013.

Les tarifs valables sur l'échelle nationale s'appliquent sur le TER Nord-Pas-de-Calais également. En complément, la région propose des formules tarifaires spécifiques, pour partie en collaboration avec les transports urbains de certaines villes (tarifs multimodaux). Les tarifs régionaux se divisent en tarifs tout public et tarifs soumis à des conditions d'éligibilité.

### Tarifs tout public

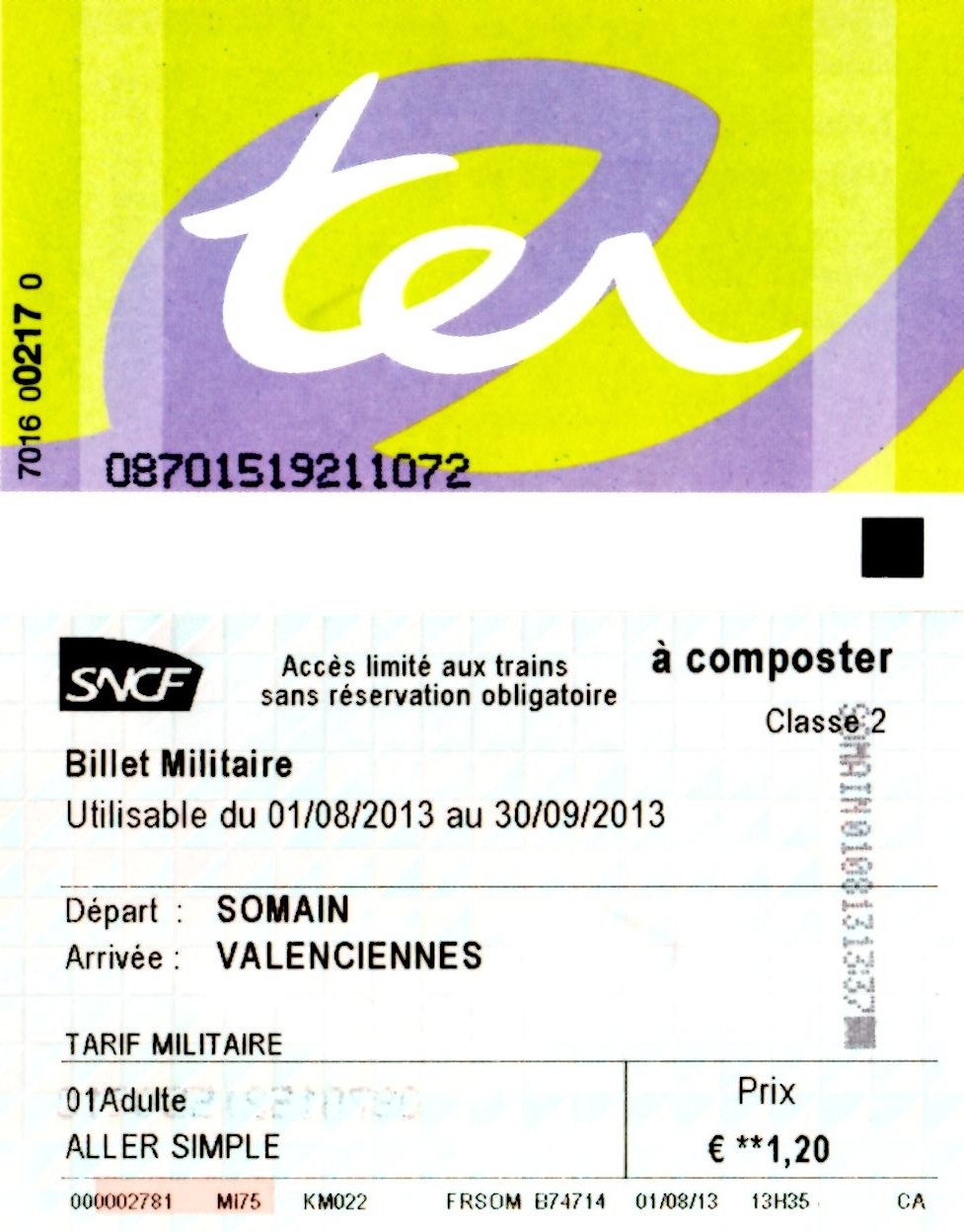
Un billet de train classique.

#### Tarifs tout public à l'échelle régionale
Une gamme d'abonnements tout public est proposée sous le titre Fidéli'TER, réservé toutefois aux personnes résidant dans la région. Fidéli'TER se décline comme abonnement hebdomadaire, mensuel ou annuel avec prélèvement automatique. Le produit est disponible pour les lignes TER seules, ou avec intégration de dix réseaux de transports urbains au choix. L'utilisation du TERGV est possible sans supplément.
Une carte de réduction régionale valable le week-end est proposée sous le titre Pass régional Grand'TER. Cette carte donne droit à 50 % de réduction sur des billets aller-retour, à condition que l'aller et le retour soient effectués dans la même journée. Hormis le titulaire, une deuxième personne peut bénéficier de la même réduction, et jusqu'à trois autres personnes peuvent être emmenées pour un supplément symbolique de 0,10 € par personne. Le Pass régional Grand'TER est valable pendant un an à partir du moment d'achat et coûte 7 € (janvier 2012).
Pour l'utilisation du TERGV vers la côte d'Opale, c'est-à-dire vers Boulogne, Dunkerque ou Calais, l'acquittement du supplément côte d'Opale est obligatoire. Il est disponible comme forfait journalier, hebdomadaire et mensuel ; les deux dernières formules s'appliquant à une période de sept respectivement trente jours consécutifs à la date de compostage.

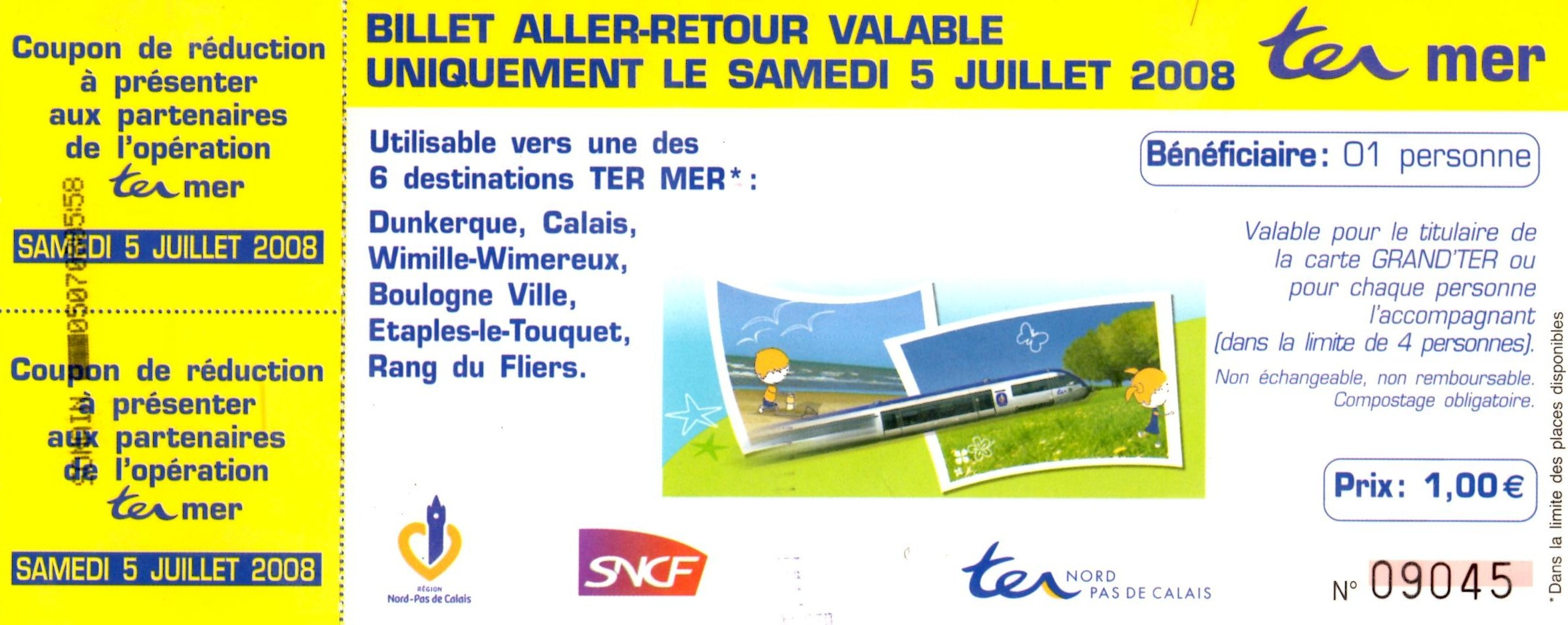
Un ticket TER Mer du 5 juillet 2008.

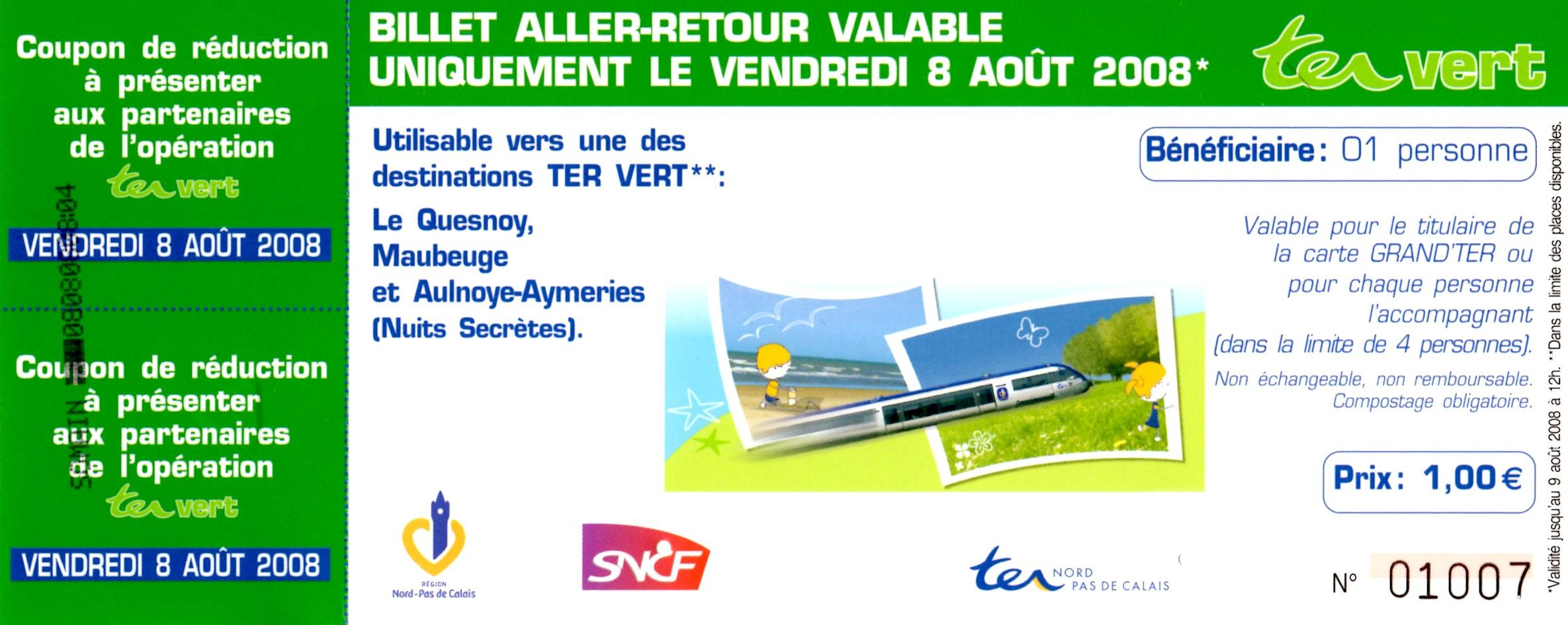
Un ticket TER Vert du 8 août 2008.

Opération TER-MER : Elle est proposée un week-end sur deux en juillet et août. Il s'agit de prendre le TER pour 1 euro, et ainsi de permettre à tous de profiter du train pour aller à la plage et de désencombrer ainsi les routes, donc de moins polluer. À cet effet, des trains spéciaux sont mis en place au départ de toute la région pour rejoindre Dunkerque, Calais, Wimille-Wimereux, Boulogne, Étaples-Le Touquet et Rang-du-Fliers-Verton. À la gare d'arrivée, une navette gratuite d'autobus assure la liaison entre la gare et les plages voisines. L'opération a été lancée en 2003 avec 26 000 voyageurs au rendez-vous, en 2005, l'opération a profité à 50 000 voyageurs, en 2007, il y avait 80 000 voyageurs, plus de 120 000 en 2009.
Opération TER-VERT : Un week-end du mois d'août de chaque année, le Conseil régional propose de prendre le TER pour 1 euro, et permet ainsi à tous de profiter du train pour découvrir la région de l'Avesnois ou se rendre au Festival Les Nuits Secrètes qui se tient à Aulnoye-Aymeries. On peut alors prendre le TER au départ de toute la région (avec correspondance à Lille Flandres) pour Le Quesnoy, Sains-du-Nord, Fourmies, Maubeuge et Aulnoye-Aymeries.

#### Tarifs tout public à l'échelle internationale

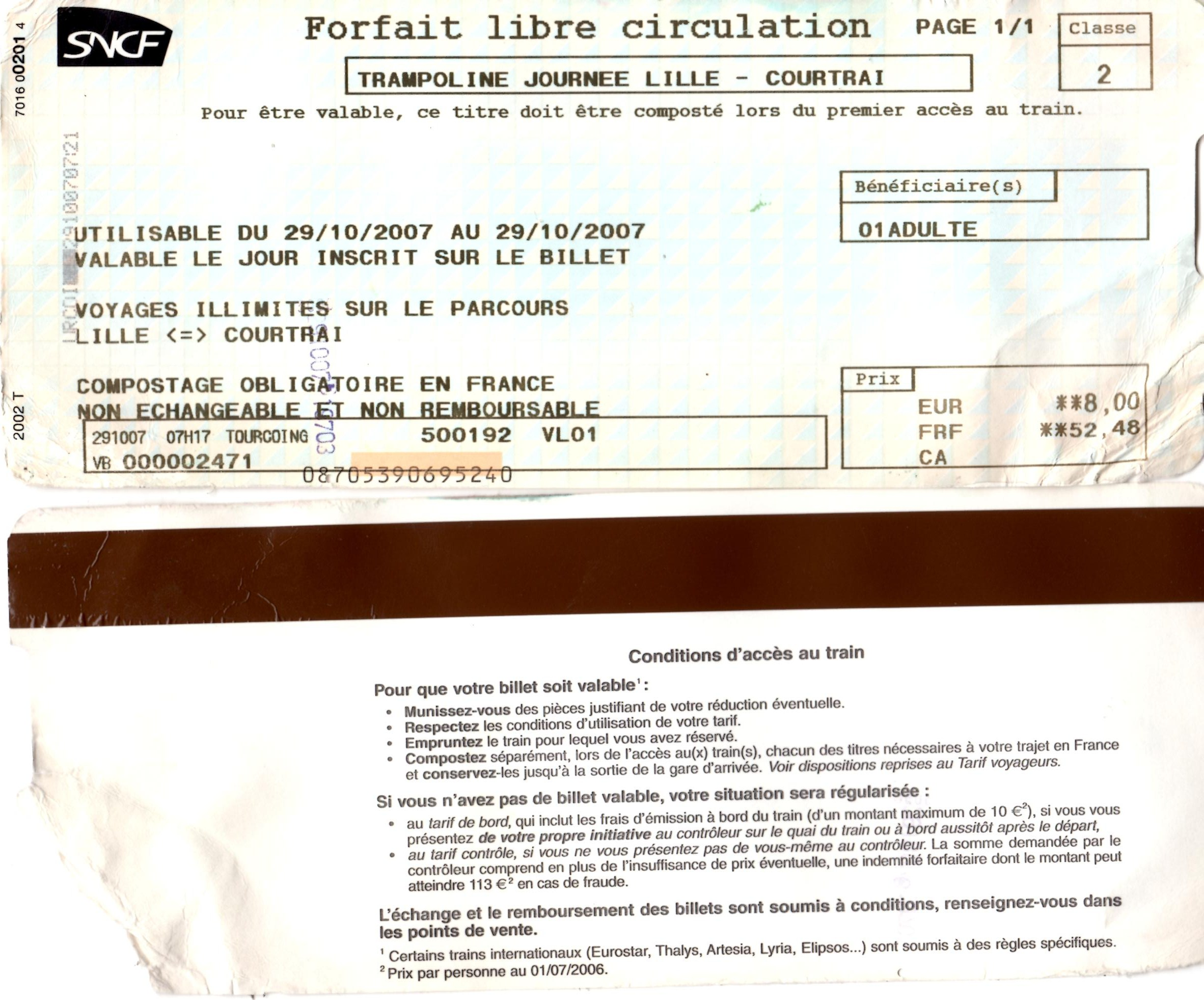
Un billet Trampoline Lille - Courtrai daté du 29 octobre 2007.

Les déplacements occasionnels entre l'agglomération lilloise et les villes voisines en Belgique, Tournai et Courtrai, ainsi qu'entre Jeumont et Hourpes et Charleroi, sont facilités par le forfait journalier de libre circulation Trampoline Journée. Il est possible d'acheter le titre dans toutes les gares desservies en cours de parcours sur ces relations. Cependant la relation Jeumont - Charleroi ne fonctionne que du lundi au vendredi. - Le week-end, l'offre est complétée par Trampoline week-end, une réduction commerciale sur les voyages au départ de Lille vers 125 destinations en Belgique pouvant aller jusqu'à 40 %. Jusqu'à quatre enfants de moins de douze ans accompagnant un adulte peuvent obtenir un billet gratuit dans les deux cas.
Pour les déplacements réguliers entre le Nord-Pas-de-Calais et la Belgique, des abonnements hebdomadaires et mensuels sont disponibles sous le titre Abonnement Trampoline. Au départ de Lille, il est disponible pour les relations vers Tournai, Mons, Courtrai et Waregem, et au départ de Jeumont, il est disponible vers Erquelinnes seulement,.

### Tarifs soumis à des conditions d'éligibilité

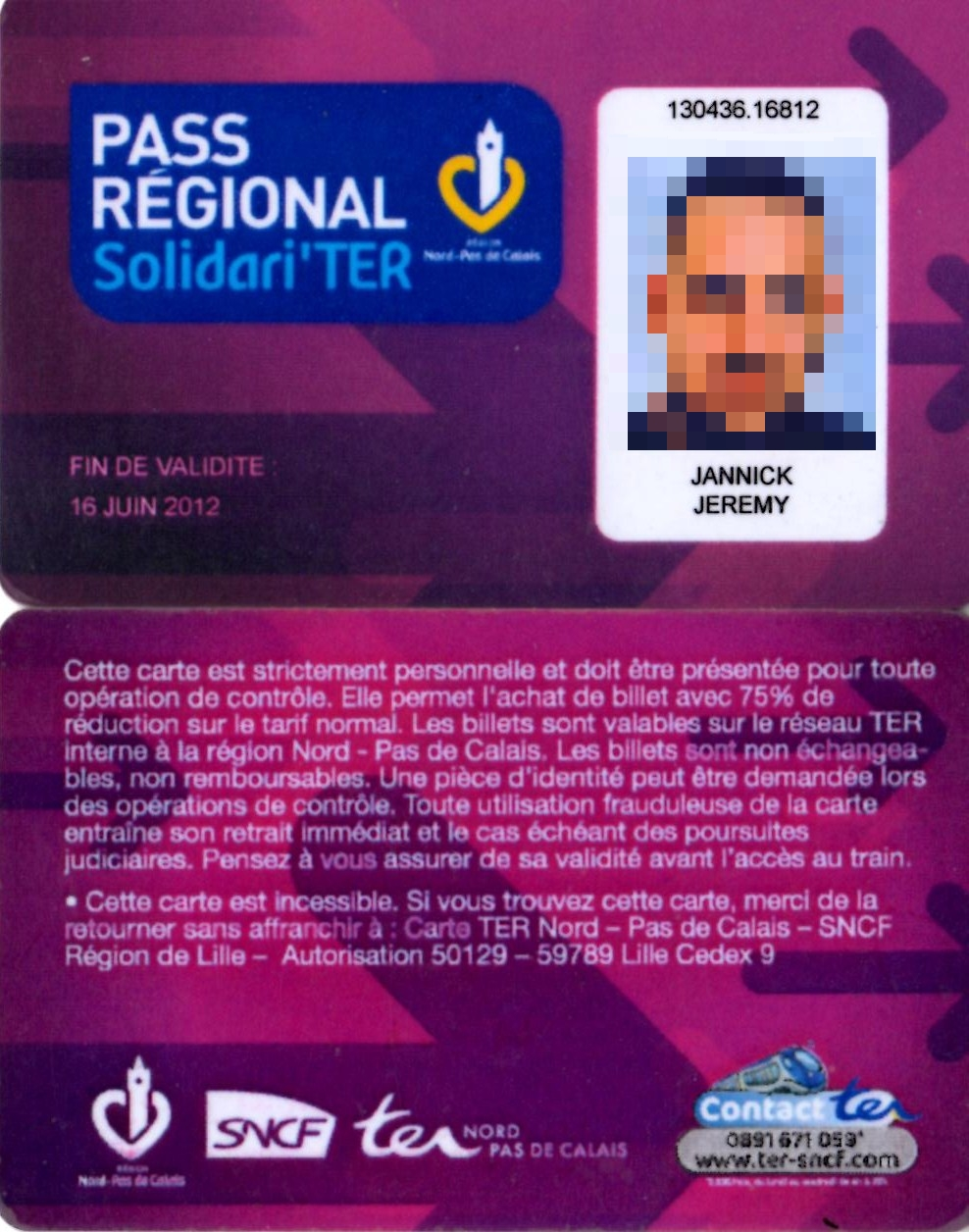
Un Pass régional Solidari'TER datant de 2012.

Contrairement à la plupart des régions, le Nord-Pas-de-Calais n'a pas instauré d'abonnements réservés aux salariés : les abonnements régionaux peuvent être souscrits par toutes les personnes résidant dans la région, qu'elles poursuivent une activité salariée, qu'elles soient indépendants ou chefs d'entreprise, qu'elles exercent des professions libérales, qu'elles soient retraités ou demandeurs d'emploi (voir ci-dessus, Pass régional Fideli'TER).
Les étudiants résidant dans la région peuvent bénéficier de l'abonnement Pass régional TER'Étude, qu'ils sont apprentis des métiers ou poursuivent des études supérieures. Pour l'obtenir, il faut constituer un dossier. L'âge limite au moment du dépôt de dossier est de vingt-six ans. L'abonnement s'applique sur deux parcours au choix sur le territoire des trois régions Nord-Pas-de-Calais, Picardie et Champagne-Ardenne. Sur les parcours choisis, il permet un nombre illimité de voyages. Le prix de Pass régional TER'Étude correspond à 50 % du prix des abonnements SNCF pour étudiants équivalents ; il est gratuit pour les étudiants boursiers effectuant des études supérieures sous réserve d'acceptation du dossier (avec limitation à un seul parcours). Dans tous les cas, le Pass régional TER'Étude se charge sur la carte à puces Pass Pass.
Les personnes à faibles ressources résidant dans le Nord-Pas-de-Calais peuvent demander, sous certaines conditions, le Pass régional Solidari'TER. Il s'agit d'une carte de réduction gratuite, donnant droit à 75 % de réduction sur le plein tarif de la SNCF pour des voyages au sein de la région, sans limitation des parcours ou du nombre de trajets. Les demandeurs d'emploi sont éligibles à condition qu'ils soient indemnisés pour un montant inférieur au SMIC.

## Matériel roulant
Lors de sa fusion avec le réseau TER Picardie, le réseau TER Nord-Pas-de-Calais était assuré par 15 locomotives électriques BB 22200, 10 voitures omnibus à deux niveaux (VR 2N) rénovées, 33 rames automotrices électriques Z 23500, 47 automotrices électriques Z 24500 (TER 2N NG), 16 automotrices électriques Z 55500 et 5 autorails grande capacité diesel X 76500. Il a été auparavant assuré également par 8 rames réversibles régionales (RRR), 47 rames RIO 78 de type E (monophasé) et 18 rames RIO 78 de type M (monophasé/diesel), 10 autorails X 73500 et 6 rames automotrices électriques Z 92050.

## Projets du conseil régional

Performances du réseau ferroviaire de la région Nord-Pas-de-Calais, en 2013.

### Réalisations

#### Électrification de la section Boulogne - Rang-du-Fliers - Verton
Dans l'optique d'augmenter et de développer l'offre « côte d'Opale » vers Le Touquet-Paris-Plage et Berck, la double voie de 35 km entre Boulogne et Rang-du-Fliers / Berck a été électrifiée, avec une mise en service en décembre 2010. Outre le cadencement de la desserte du littoral, décembre 2010 a été synonyme d'arrivée des premiers TGV et TERGV à Étaples - Le Touquet et Rang-du-Fliers en provenance de Paris-Nord et Lille-Europe.
L'accessibilité aux personnes handicapées a été prise en compte en gare d'Étaples - Le Touquet et Rang-du-Fliers, avec passerelle et ascenseurs. La rénovation des quais et de la signalétique dans les gares et points d'arrêts a été réalisée à Pont-de-Briques, Hesdigneul, Neufchâtel-Hardelot, Dannes - Camiers, Étaples - Le Touquet, Rang-du-Fliers - Verton.

#### Doublement et électrification de la ligne Don Sainghin - Béthune
Entre 2005 et 2008, des travaux lourds ont été réalisés entre Don - Sainghin et Béthune, notamment le doublement de la voie, l'électrification, et la rénovation des gares et points d'arrêts, dans l'optique de développer et d'instaurer un cadencement TER entre Lille et Béthune. Le cadencement a été instauré en décembre 2008. Ces travaux ont été simplifiés par le fait que jusqu'en 1956, la ligne Don-Sainghin - Béthune comportait deux voies. L'une d'elles avait été retirée. 4 000 voyageurs par jour empruntaient la ligne avant les travaux. La ligne était saturée, d'autant plus que les trains ne pouvaient se croiser uniquement en gare de La Bassée.
Durant la dernière tranche de travaux, 45 kilomètres de rails (dont vingt-deux pour la nouvelle voie), 40 000 traverses de béton, 50 000 tonnes de ballast et 1 000 poteaux ont été posés pour supporter les 45 kilomètres de caténaire. L'ensemble du projet a coûté 86 millions d'euros, partagés entre l'État, le conseil régional et Réseau ferré de France.
Désormais, les gares de Marquillies, Salomé, La Bassée, Cuinchy et Beuvry possèdent deux quais. L'accessibilité aux personnes handicapées a été tout particulièrement prise en compte : en gare de La Bassée, un passage souterrain avec ascenseurs permet leur passage, les gares de Marquillies, Salomé et Cuinchy possèdent en bout de quai un passage à niveau, enfin, la gare de Beuvry est dotée d'un passage planchéié protégé par un système de pictogramme.

#### Augmentation des capacités ferroviaires en gare de Lille-Flandres

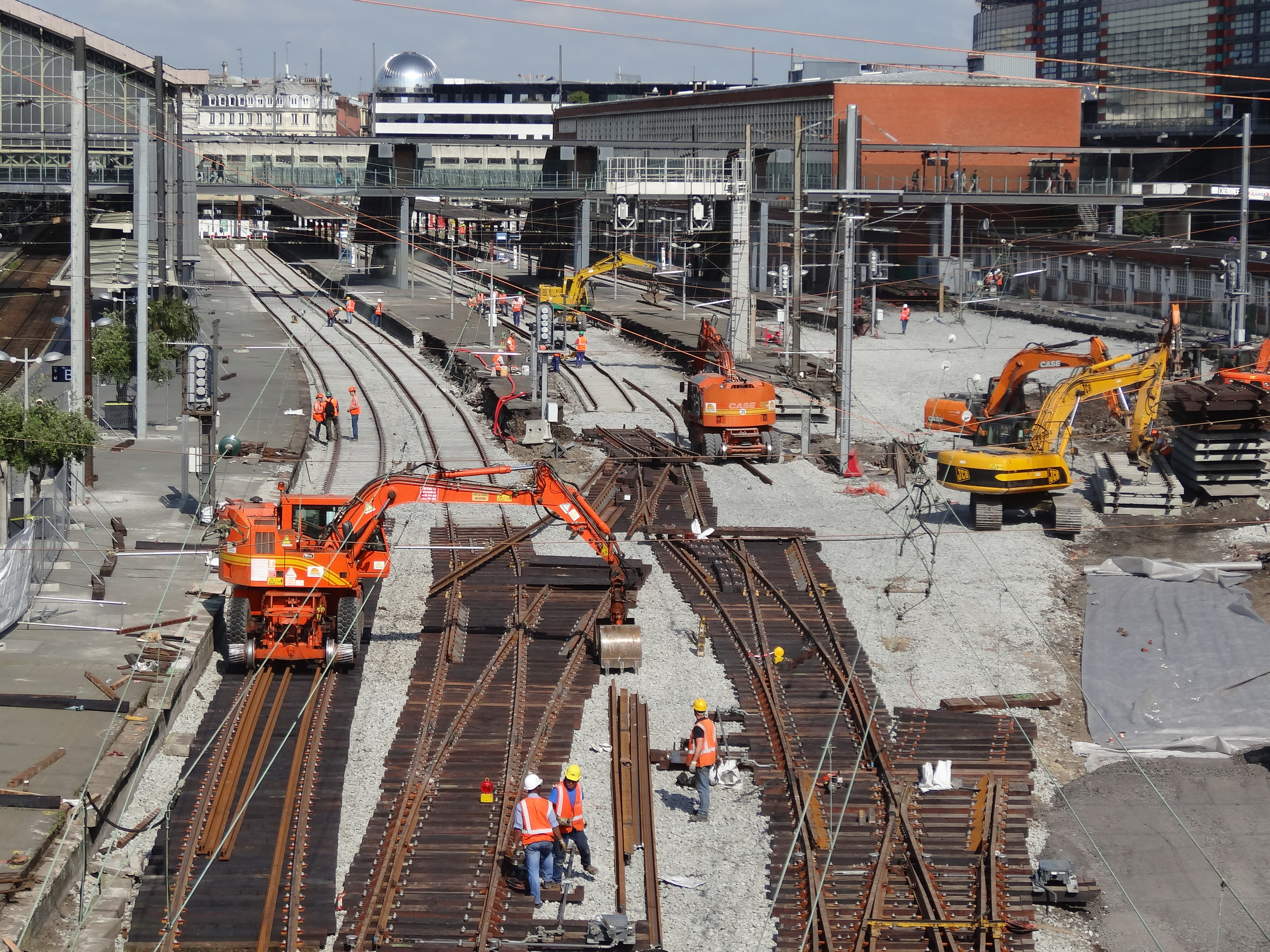
La gare annexe en travaux, le 10 juillet 2013.

La gare Lille-Frandres polarise 80 % des flux TER régionaux et accueille la plupart des TGV en provenance ou à destination de Paris. Les infrastructures en amont de la gare ne permettent plus d'écouler dans de bonnes conditions le trafic actuel, ce qui occasionne un manque de ponctualité grandissant et entrave le développement des dessertes. Des travaux en juin 2010 ont débuté et s'étendent jusque décembre 2013 pour l'augmentation de l'accessibilité de Lille-Flandres. La problématique des accès ferroviaires concerne les voies à quais ainsi que l'ensemble des installations trois kilomètres en amont de la gare.
Auparavant, en raison de la configuration des voies, les différents itinéraires sont très imbriqués, de sorte qu'un incident peut entraîner de nombreuses perturbations sur plusieurs relations. Pour les quatre principaux axes du TER (vers Calais, Don - Sainghin, Douai, Valenciennes) la section lilloise constitue la partie la moins capacitaire et la moins robuste. Il est apparu nécessaire d'augmenter la capacité de la gare, dans le double objectif de recevoir plus de missions et d'améliorer la robustesse.
L'opération comporte trois tranches successives de travaux d'un coût total de 48,5 millions d'euros. Les deux premières phases, qui représentent un investissement de 28 millions d'euros a permis de traiter les dessertes vers Don, Douai et Valenciennes. Elle consiste à créer de nouveaux cheminements en amont des quais en implantant de nouveaux appareils de voie (aiguillages).
La troisième phase de réalisation, durant l'été 2013, d'un montant de 20,5 millions d'euros a permis de parachever les améliorations et a traiter les dessertes vers Hazebrouck. Elle consiste à créer de nouvelles sections de voies et à implanter de nouveaux appareils de voies. En décembre 2013, à la suite des travaux, une augmentation de 29 % de la capacité en gare de Lille-Frandres et en amont a été rendue possible.

### Projets en cours de réalisation

#### Grand contournement Fret de la région Nord-Pas-de-Calais
La croissance de l'offre TER autour de la métropole lilloise au fil des années rend complexe la cohabitation des TER et des trains de marchandises venant d'Angleterre, du Benelux, du Port de Dunkerque et des différentes industries de la région. Une solution avec un grand contournement Fret par le sud de la région a été choisi avec comme axe Dunkerque/Calais - Hazebrouck - Lens - Arras - Douai - Somain - Cambrai - Busigny - Aulnoye-Aymeries. Pour cela, depuis décembre 2008, des travaux sont en cours avec notamment la création d'un raccordement à double voie électrifié à Saint-Laurent-Blangy, commune proche d'Arras, un raccordement également à Busigny, et un troisième raccordement à Aulnoye-Aymeries. Des aménagements ont été réalisés en gare de Lens.
De lourds travaux de signalisation ont eu lieu sur la ligne de Busigny à Somain. La ligne a été fermée du 1er août au 2 septembre 2011. Il s'agissait alors de rénover les dix-sept passages à niveau, et d'automatiser les systèmes de signalisation qui dataient des années 1950 et 1960. Les quais de la gare de Caudry ont été rallongés. Le coût des travaux est de 82 millions d'euros, financés à 83 % par Réseau Ferré de France, et le reste par l'État et la région. Les traverses en bois ont été remplacées par des traversés en béton. La végétation a été élaguée. Les quais de la gare du Cateau-Cambrésis ont été rallongés en septembre et octobre,,.
L’objectif final de l’opération est de proposer un itinéraire évitant l'agglomération lilloise, offrant des sillons de qualité au fret, même en heure de pointe, tout en permettant le développement des dessertes TER.

### Projets à l'horizon 2020
(janvier 2023).
Le schéma régional de transport (SRT) envisage plusieurs projets à l'horizon 2020.
- Doublement et électrification de la section Dunkerque - Calais : Il est envisagé de doubler la section reliant Dunkerque à Calais, et d'électrifier la ligne. Le coût du projet est de 180 millions d'euros.
- Modernisation de la section de Saint-Pol-sur-Ternoise à Étaples : prévue pour un coût de quarante millions d'euros.

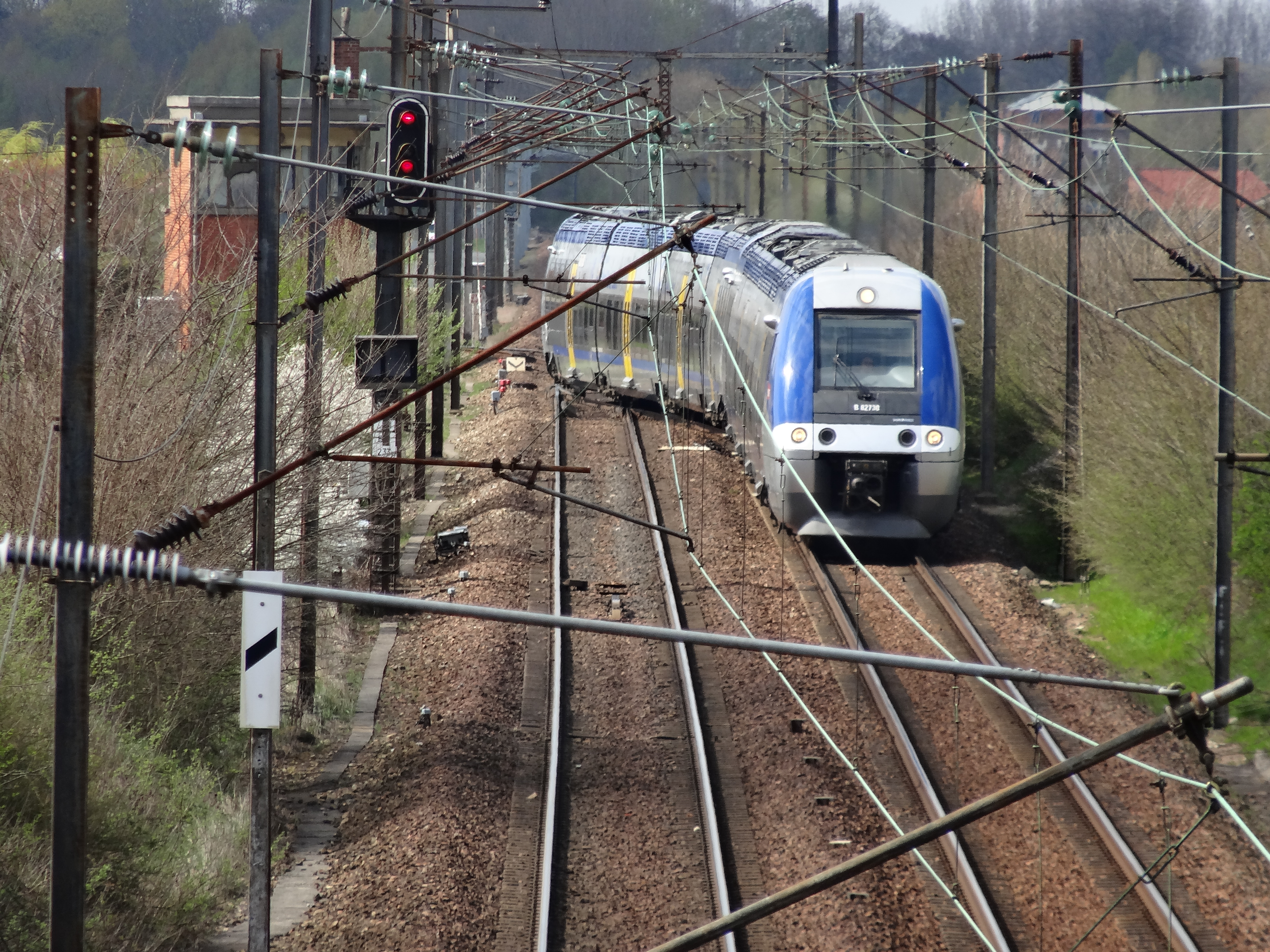
En avril 2013, un TER quitte la voie unique non électrifiée de la ligne de Fives à Abbeville en provenance de Saint-Pol-sur-Ternoise et rejoint via le tronc commun des lignes d'Arras à Dunkerque-Locale et de Fives à Abbeville la gare de Béthune. Cette section est sous-exploitée et donc mal desservie.

- Électrification de la section de Saint-Pol-sur-Ternoise à Béthune : l'électrification de la section de Béthune à Saint-Pol-sur-Ternoise, sur la ligne de Fives à Abbeville est prévue, pour un coût de 22 millions d'euros.
- Réouverture de la section de Bully-les-Mines à Bruay-la-Buissière : la section de Bully-les-Mines à Bruay-la-Buissière sur la ligne de Bully - Grenay à Brias devrait être rouverte en parallèle avec le tramway Artois-Gohelle. Il s'agit d'une ligne à voie unique, non électrifiée.
- Création d'une ligne reliant Arras à Cambrai : une infrastructure nouvelle serait créée entre Arras et Cambrai, pour un coût de 150 millions d'euros.
- Doublement de la section de Douai à Cambrai : la section de Cambrai à Douai, située sur la ligne de Saint-Just-en-Chaussée à Douai devrait être doublée.
- Réouverture de la section de Valenciennes à Quiévrain : la section de Valenciennes à Quiévrain, sur la ligne de Douai à Blanc-Misseron pourrait être rouverte, à moins que la création de la ligne T2 du tramway de Valenciennes ne crée une liaison équivalente. Il est également prévu d'améliorer les relations entre Valenciennes et Mons.
- Modernisation de la section d'Aulnoye-Aymeries à Fourmies : la section d'Aulnoye-Aymeries à Fourmies devrait être modernisée.
- Création d'une ligne entre Lille et Hénin-Beaumont : le Réseau Express Grand Lille devrait relier la gare de Lille-Flandres à Hénin-Beaumont.
- Réouverture de la ligne d'Hénin-Beaumont à Bauvin-Provin : La ligne d'Hénin-Beaumont à Bauvin - Provin, desservant notamment Courrières et Carvin, devrait être rouverte.
- Création d'une nouvelle ligne entre Douai et Orchies : Une nouvelle ligne pourrait être créée entre Douai et Orchies. Elle pourrait reprendre le tracé de la ligne de Pont-de-la-Deûle à Bachy - Mouchin.
- Réouverture de la section d'Armentières à Merville : La section d'Armentières à Merville, située sur la ligne d'Armentières à Arques, devrait être rouverte.
- Réouverture de la ligne de Dunkerque-Locale à Bray-Dunes : La ligne de Dunkerque-Locale à Bray-Dunes, à voie unique non électrifiée, devrait être rouverte, et permettre de relier Dunkerque à Adinkerque.